# Dom zu Eichstätt

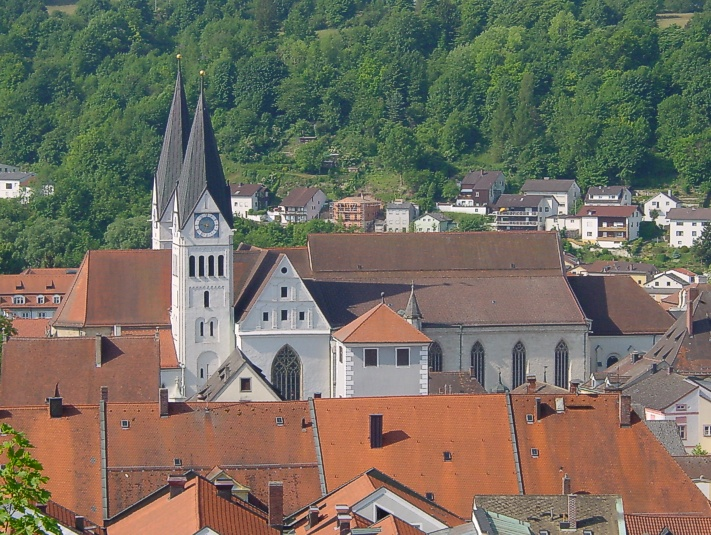
Der Eichstätter Dom

Der Dom zu Eichstätt (St. Salvator, U.L. Frau und St. Willibald) ist die Kathedralkirche des katholischen Bistums Eichstätt in Eichstätt, Bayern. Die dreischiffige Hallenkirche geht auf den Gründungsbau des hl. Willibald zurück, der hier bereits im 8. Jahrhundert eine erste Steinkirche errichtet haben soll. Die heutige Kirche entstand im Wesentlichen in hoch- und spätgotischen Stilformen und wurde 1718 durch eine barocke Westfassade abgeschlossen. Zusammen mit dem Kreuzgang und dem zweischiffigen Mortuarium gilt der Dom als eines der bedeutendsten mittelalterlichen Baudenkmäler Bayerns.

## Geschichte

### Frühmittelalter
Der Gründungsbau des hl. Willibald im 8. Jahrhundert war ein 12 Meter breiter steinerner Saalbau, der ungefähr unter dem Ostteil des heutigem Mittelschiffs zu verorten ist und die gleiche Orientierung und Breite wie dieses aufwies. Baulich getrennt schloss sich westlich an die Kirche ein steinernes Mönchskloster mit Apsissaal an. Komplettiert wurde der Gebäudekomplex von einigen hölzernen Bauten westlich des Apsissaals. Kieswege verbanden Kirche und Kloster. Das Kloster wurde wahrscheinlich während der Ungarneinfälle zerstört, die Kirche blieb jedoch erhalten. Teile dieser Kirche haben sich im Mauerwerk des Ostchores erhalten.
Bischof Reginold (966–991) ließ über den Ruinen des Missionsklosters einen Rundbau mit zwei Flankentürmen und eine Außenkrypta für die Gebeine des Bistumsgründers errichten.

### Romanik
Dieser karolingisch-ottonische Architekturkomplex musste den Neubauplänen Bischof Heriberts (1022–1042) weichen. In Augsburg war schon um 1000 eine neue große romanische Kathedralkirche entstanden, gleichzeitig entstand auch in Speyer ein Neubau. Bischof Gundekar II. weihte 1060 ein neues Langhaus und einen Chor.
Die romanische Kathedrale konnte 1972/1975 zusammen mit den Vorgängerbauten unter dem Mittelschiff ergraben werden. Die kreuzförmige Basilika besaß je eine Apsis im Osten und Westen sowie eine 16 m lange Ostkrypta. Aus Kostengründen wurden die Ausgrabungen wieder verfüllt. Die beiden Türme dürften erst im 12. Jahrhundert entstanden sein und zeigen oberitalienische Einflüsse. Einen Bauabschluss dieser Kathedrale kann man in der Weihe am 13. Oktober 1310 vermuten.

### Gotik

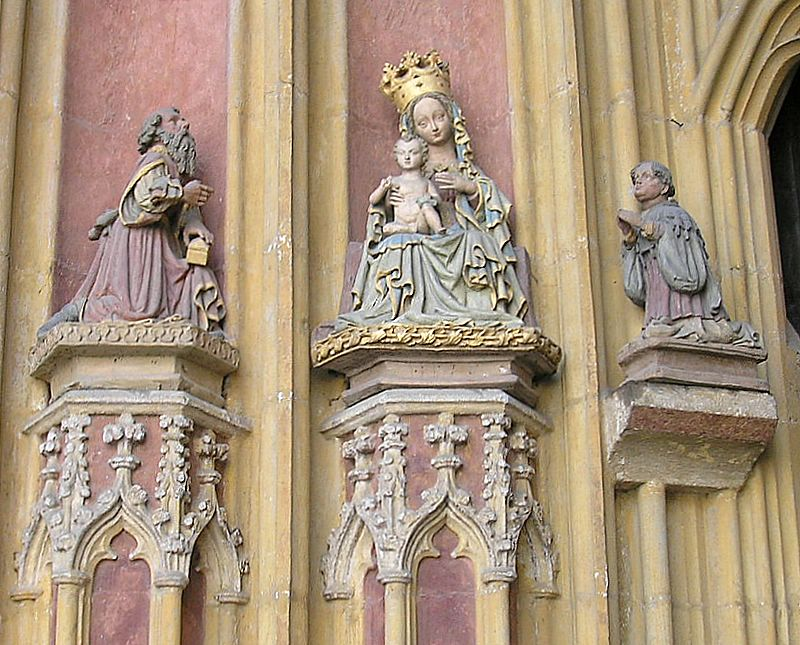
Die Anbetung der Könige am Hauptportal (Abgüsse)

Ab 1256 entstand der frühgotische Westchor, in dem die Gebeine des hl. Willibald neu beigesetzt wurden. 1269 war der Neubau vollendet.
Unter den Bischöfen Raban Truchseß von Wilburgstetten und Friedrich IV. von Oettingen brach man die salische Kirche schrittweise ab und errichtete die erhaltene hochgotische Halle. Nach 1350 wurde der Ostchor begonnen, gegen 1400 wurde der Willibaldschor (Westchor) an das Langhaus angeschlossen. Das Hauptportal im Norden ist mit 1396 bezeichnet.
Die Spätgotik fügte die Kapitelsakristei mit der Roritzerkapelle (1463–1480) hinzu. Der anschließende Domkreuzgang mit dem Mortuarium wurde 1410 mit dem Nordflügel begonnen und 1510 mit der Vollendung des Mortuariums abgeschlossen.

### Barock

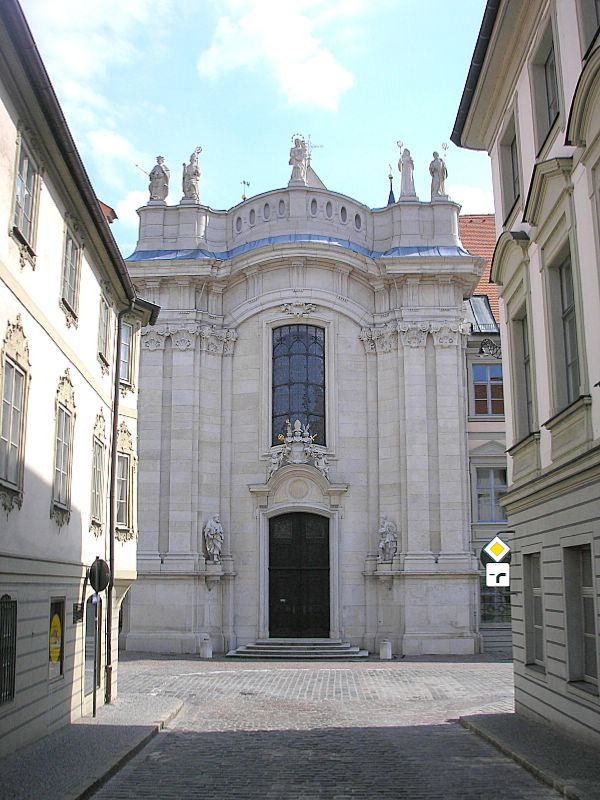
Die barocke Westfassade

Die barocke Westfassade (1716–1718) Gabriel de Gabrielis ist das erste Eichstätter Werk des Graubündner Baumeisters, der anschließend das Bild der Stadt bis heute prägen sollte. Bischof Johann Anton I. Knebel von Katzenellenbogen gab die Fassade als Dank für die Verschonung der Stadt im Spanischen Erbfolgekrieg in Auftrag. 1720 entstand eine barocke Kanzel auf der Nordseite der Mittelschiffsarkaden (Stiftung des Domherren Rudolph Theodorich von Freyberg).
1745 feierte das Bistum sein tausendjähriges Jubiläum. Aus diesem Anlass stiftete Bischof Johann Anton II. den eleganten Rokokoaltar am Anfang des Willibaldschores, der Teile des Renaissancegrabaltares mit einbezieht. 1749 gab der Bischof anlässlich seines fünfzigjährigen Priesterjubiläums ein aufwändiges Gegenstück (Hochaltar) im Ostchor in Auftrag. Beide Altäre wurden von Matthias Seybold entworfen, der auch für die Planung zweier weiterer Altäre verantwortlich war. Um 1750 baute Johann Martin Baumeister um den mittleren Vierungspfeiler der Nordempore ein Orgelwerk, das 1778 und 1780 überarbeitet bzw. erneuert wurde. Der barocke Orgelprospekt stammte von den einheimischen Schreinern Willibald und Josef Hainle.
Im 18. Jahrhundert waren die Seitenkapellen durch reiche, schmiedeeiserne Gitter vom Langhaus abgeschlossen. Die gusseisernen Chorschranken kamen 1789 hinzu. Heute ist nur noch ein Gitter unter der Empore des Willibaldschores erhalten.
Die gotischen Maßwerke der Fenster waren teilweise durch einfache Windeisen ersetzt worden, die gotischen Glasmalereien durch Blankverglasung. Die Wände und Gewölbe erschienen in einem kühlen Grauton. Zahlreiche barocke Ausstattungsstücke, Grabmäler und Altäre prägten den Raumeindruck. Einige Bischöfe erwählten sich die Langhauskapellen als Grablegen und stifteten hierfür weitere Ausstattungsstücke.

### 19. Jahrhundert

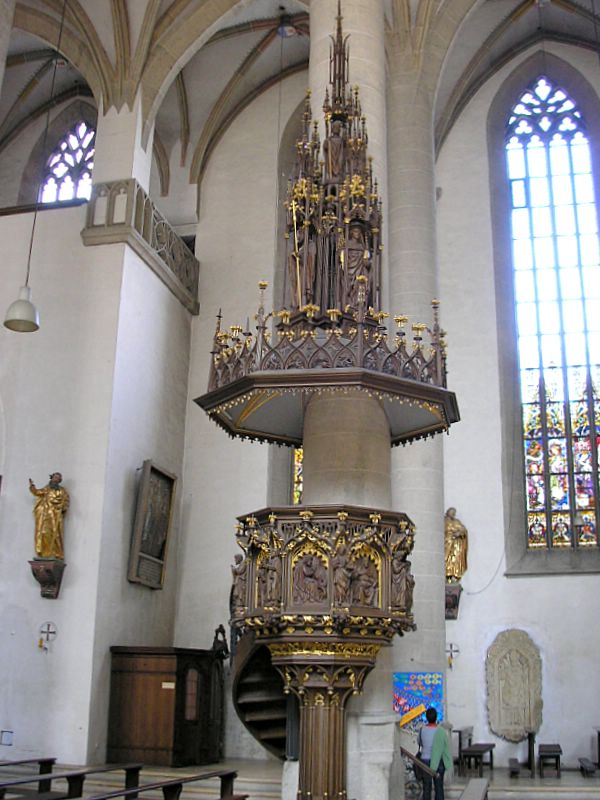
Ein Rest der neugotischen Ausstattung: Die Kanzel (1887)

1845 sollte das elfhundertjährige Bistumsjubiläums „mit Anstand und Würde…, auch mit Glanz begangen werden“. Bischof Karl August von Reisach und das Domkapitel wollten den Dom deshalb wieder dem mittelalterlichen Erscheinungsbild annähern. Die Gotik galt seit dem frühen 19. Jahrhundert als der christliche Idealstil. Aus chronischem Geldmangel beschränkte man sich jedoch zunächst auf die Neuausmalung des Innenraumes und einen neuen Anstrich der barocken Ausstattungsstücke. Einige Altäre wurden sogar entfernt, so etwa die beiden Seitenaltäre im Westchor. Von 1849 bis 1850 setzte man die Sanierung ohne größere Veränderungen am Inventar fort. Von 1866 bis 1869 wurde das Mortuarium wiederhergestellt.
Bischof Franz Leopold von Leonrod veranlasste die umfassende Sanierung der Kathedrale, die sich von 1881 bis 1904 hinzog. Der Sakralraum wurde in ein einheitliches „spätgotisches“ Gewand gekleidet, neugotische Glasfenster ersetzten die Klarverglasung des Hochchores. Auch ein neuer Hochaltar entstand, in den große Teile des ursprünglichen mittelalterlichen Altares integriert wurden. Der barocke Vorgängeraltar befindet sich jetzt in Deggendorf. Die farbige Neuausmalung des Raumes wurde Fritz Geiges anvertraut, der die Gewölbeflächen mit Ranken überzog und großformatige Wandgemälde mit den Legenden der Bistumsheiligen schuf. Auch die Fenster des Langhauses erhielten bunte Glasfenster und „gotische“ Maßwerke.
Die Restaurierung kostete insgesamt über 260.000 Mark, die durch Spenden und das Wirken des Dombauvereins aufgebracht wurden. Der neugotische Dom war 1893 vollendet; die Sanierung des Kreuzganges zog sich bis ins 20. Jahrhundert hin. Bis zur erneuten Sanierung und Stilbereinigung in den Jahren des Zweiten Weltkrieges blieb die Bischofskirche im Wesentlichen unverändert.

### 20. Jahrhundert

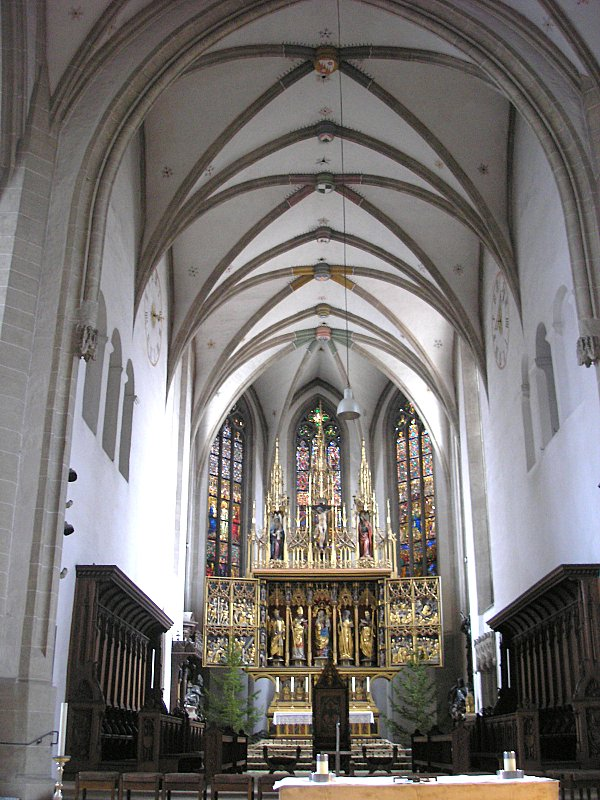
Ostchor

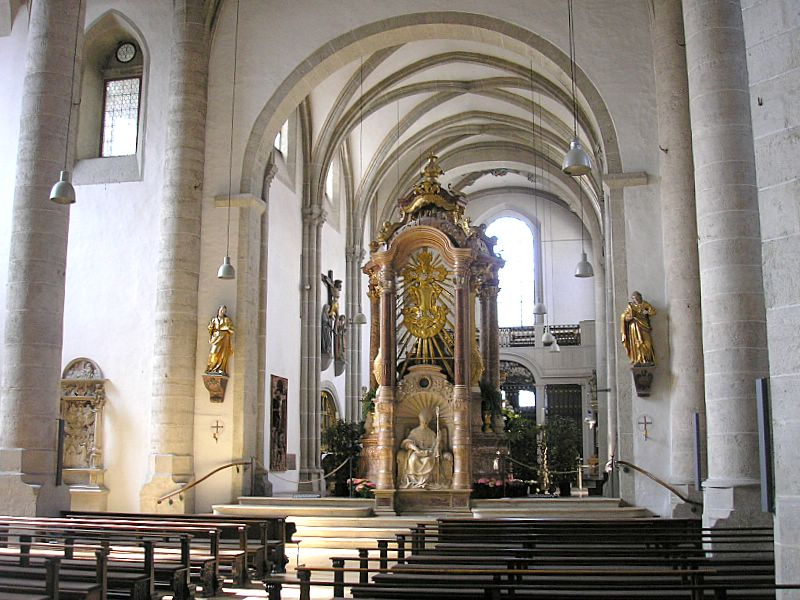
Willibaldschor (Westchor)

Bald meldeten sich jedoch erste Kritiker zu Wort. Der „künstliche“, „akademische“ Raumeindruck der Kathedrale wurde bereits kurz nach der Jahrhundertwende als zu düster und kalt empfunden. Die neugotischen Glasfenster verdunkelten den Raum, so dass permanent künstliches Licht eingesetzt werden musste. 1916/1917 versuchte man deshalb, die Scheiben abzuätzen und so mehr Licht ins Innere zu bringen. Noch radikaler ging man 1936 vor, als die oberen Drittel der Fenster durch blanke Antikglasscheiben ersetzt wurden.
Der unbefriedigende Zustand des Domes führte 1939 zum Beginn einer grundlegenden Restaurierung. Im Juni begann die Neufassung der Raumschale durch eine Münchner Kirchenmalerfirma. Ab Juli versuchte der Dachauer Glasermeister Syrius Eberle, einen besseren Übergang zwischen den Glasfenstern des 19. Jahrhunderts und den Blankglasflächen zu erreichen. Die meisten seiner Entwürfe wurden jedoch von der Denkmalpflege zurückgewiesen. 1945 dunkelte man die Buntglasscheiben einfach mit Wasserfarben ab.
Im Zuge dieser Restaurierung kam es auch zu einer Neuordnung der Altäre. 1942 entstand ein Konglomerat aus der neugotischen Altarausstattung und mittelalterlichen Originalen. Kriegsbedingt mussten geplante Neuanschaffungen weitgehend unterbleiben. Die Verantwortlichen befürchteten eine Beschlagnahme der reichen Bestände des Diözesanmuseums durch die NS-Machthaber und ersetzen deshalb die Skulpturen des 19. Jahrhunderts weitgehend durch mittelalterliche Originale. Das Museum selbst löste man auf. Zudem wollte man so eine künstlerische Aufwertung der Ausstattung erreichen, die der bedeutenden Architektur der Kathedrale besser entsprach.
Ab November 1941 waren besonders die Glocken und bronzenen Ausstattungsstücke von einer Beschlagnahme bedroht. Einiges konnte von der Denkmalpflege bewahrt werden, die sich hierzu manchmal auch außerhalb der damaligen Legalität bewegen musste, anderes konnte zumindest umfassend dokumentiert werden.
Die Maßnahmen der Kriegsjahre prägen das Dombild bis heute. Auch die Sanierung durch Gottfried Böhm von 1971 bis 1976 orientierte sich an diesem Zustand. Der bedeutendste Eingriff war hier die Beseitigung der Chorschranken, die auf Wunsch Bischof Alois Brems geschah. Der heftige Einspruch der Denkmalpflege blieb erfolglos. Auch die Tauf- und die Kriegergedächtniskapelle wurden damals umgewidmet, der Kreuzaltar, mit dem von Loy Hering gestalteten Altarkreuz, das heute in der Anbetungskapelle hängt, verschwand bereits 1968. Von 1968 bis 1971 wurde eine Interimslösung mit einem provisorischen Volksaltar und einem modern gehaltenen Chorgestühl in einem mit Teppich ausgelegtem Altarraum verwendet.
Von 1958 bis 1965 wurde der Außenbau restauriert.

### 21. Jahrhundert
Weitere umfassende Restaurierungen des Doms fanden zu Beginn des 21. Jahrhunderts statt. So wurde die Westfassade zwischen 2014 und 2017 saniert. Eine Gesamtsanierung des Doms fand seit 2019 statt. Die für das Wilibaldsfest geplante Wiedereröffnung musste aufgrund eines Kleinbrandes kurzfristig verschoben werden. Somit fand feierliche Wiedereröffnung am bayerischen Kirchweihsonntag, dem 20. Oktober 2024, statt. Seit der Sanierung besitzt der Dom nun einen Aufzug um einen barrierefreieren Zugang zu ermöglichen.

## Baumeister und Künstler
Die am Bau beteiligten Handwerker und Künstler werden erst ab dem 15. Jahrhundert namentlich greifbar. 1420 erscheint Frantz Peringer als „tummeister“, 1440 hatte Meister Conradt von Kamerberg dieses Amt inne. Ein Steinmetz und Steinbildhauer Eckhart Gräczer erscheint 1440/1445.
Matthäus Roritzer schuf wahrscheinlich um 1470 die Kapitelsakristei mit der nach ihm benannten Kapelle (Chörlein). Von 1475 bis 1500 war Hans Paur Dombaumeister. Er gilt als Schöpfer des Mortuariums und der Architektur des „Pappenheimer Altars“.
Mit Hans Alberthal kam einer der ersten Graubündner Meister 1609 in die Stadt. Ihm ist der Giebel des Querhauses zuzurechnen. Sein Landsmann Gabriel de Gabrieli aus Roveredo sollte wie kein anderer das Gesicht der Stadt bis heute umprägen. Ab 1714 verwandelte er das mittelalterliche Eichstätt in eine moderne Barockstadt südlicher Prägung. Seine Umgestaltungen am Dom berücksichtigten die mittelalterliche Substanz in bemerkenswerter Weise; dem herausragenden Architekten war die Leistung seiner mittelalterlichen Vorgänger offenbar sehr bewusst. Gabrieli schuf die Westfassade, die Willibaldssakristei und die Wunibaldkapelle.
Ab 1750 war der Norditaliener Maurizio Pedetti Hofbaudirektor. Für den Dom fertigte er die Entwürfe der Schönborn- und Strasoldodenkmäler.
Gottfried Böhm und Nikolaus Rosiny waren für die groß angelegte Domerneuerung von 1972–1975 verantwortlich.
Von den Bildhauern und Malern sind vor allem der Allgäuer Loy Hering und der Augsburger Hans Holbein der Ältere hervorzuheben. Hering schuf zahlreichen Epitaphien und Steinkreuze. Holbeins Glasmalereien (Entwürfe) im Mortuarium sind nicht vollständig erhalten. Veit Wirsperger († um 1530) wird als der Schöpfer der vielfigurigen Kreuzigung des „Pappenheimer Altares“ angesehen. Hans Krumpper († 1634) aus Weilheim lieferte das Gemmingen-Epitaph.

## Beschreibung

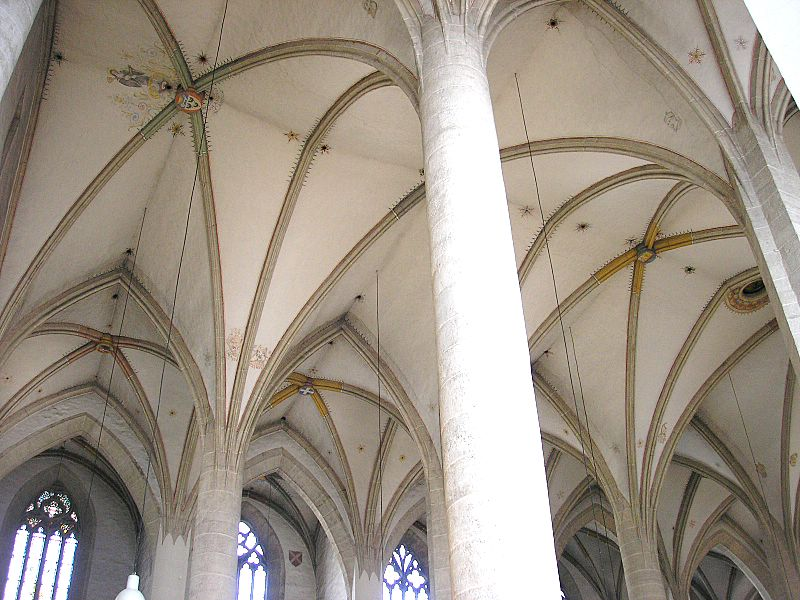
Die Gewölbezone des Langhauses

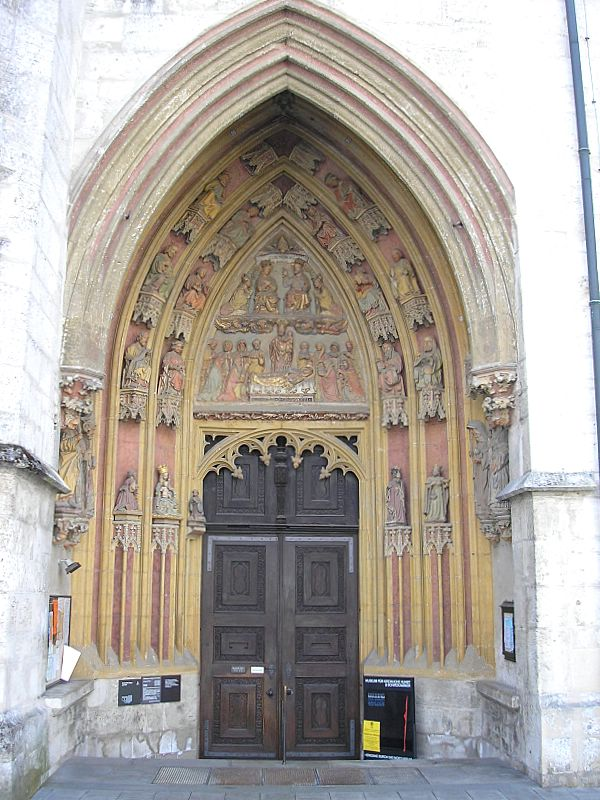
Hauptportal

Der Eichstätter Dom ist eine dreischiffige, doppelchörige hochgotische Halle mit Querhaus und begleitenden Kapellenreihen. Die beiden romanischen Glockentürme flankieren den Ostchor. Das Langhaus erscheint nach außen sehr schlicht, die Streben sind teilweise nach innen eingezogen. Schlanke Maßwerkfenster erhellen den Innenraum, neben dem Hauptportal bereichert ein Treppenturm die Ansicht. Das Portal selbst wird von einer offenen Vorhalle geschützt, deren Spitzbogen von Hohlkehlen begleitet wird. Das Portal (1396) besitzt reichen, bemalten Skulpturenschmuck (Terrakotta) unter Baldachinen. Im Tympanon erkennt man in der unteren Bildzone die Darstellung von Mariä Tod im Kreis der Apostel und ihre Aufnahme in den Himmel. Ihre Seele ist in der symbolischen Gestalt eines Kindes dargestellt, das Jesus, der hinter dem Sterbebett seiner Mutter steht, auf dem Arm hält. In der Bildzone darüber ist die Krönung der Gottesmutter zu sehen. Umrahmt ist die Szenerie von 12 Propheten des Alten Testaments. Die Skulpturengruppe in Portalhöhe (um 1420) aus Terrakotta umfasst Maria mit dem Kind, die Heiligen Drei Könige und den frommen Stifter, die Figuren an den Seitenwänden (um 1450) die Bistumsheiligen Willibald, den ersten Bischof von Eichstätt, und seinen Vater Richard (links), Walburga als Äbtissin und Wunibald als Abt, Willibalds Geschwister (rechts).
Der westlich vorgelegte frühgotische Willibaldschor wird durch ein viertes, spätgotisches Joch abgeschlossen, dem noch die barocke Westfassade Gabrielis vorgelegt ist. Das Portal liegt zwischen Doppelpilastern, den Abschluss bildet eine geschwungene Balustrade mit dem barock bewegten Skulpturenschmuck der Maria mit dem Kind und den vier Bistumsheiligen.
Die Türme werden durch romanische Rundbögen und Friesen gegliedert und von Spitzhelmen über Dreiecksgiebeln bekrönt.
Am reichsten dekoriert ist die spätgotische Kapitelsakristei mit ihren Fialen und Wimpergen und der abschließenden niedrigen Roritzerkapelle. Bescheidener ist die Dekoration der Strebepfeiler des Ostchores angelegt, zwischen welchen wieder Maßwerkfenster sitzen.
Da die Seitenkapellen bis zur Gewölbehöhe aufgeführt wurden, wirkt der, von Kreuzgewölben auf Rundpfeilern überdeckte Innenraum sehr geräumig. Der Ostchor ist etwas niedriger als das Langhaus, als völlig eigenständiger Bauteil öffnet sich im Westen der frühgotische Willibaldschor mit seinen wuchtigen Gewölbeformen und dem Grabmal des Heiligen.
Der Dom ist 98 Meter lang und im Querhaus 38,5 m breit. Die Hauptschiffe sind etwa 19,5 Meter hoch.
Im Südosten umschließt die Vierflügelanlage des Kreuzgangs mit dem Mortuarium einen Innenhof, der seit 1958 als Begräbnisstätte für das Domkapitel dient. Die prächtigen Maßwerkformen wurden nach den Zerstörungen der Säkularisationszeit ab 1886 rekonstruiert. Westlich schließt sich das Geviert der bischöflichen Residenz an, die im 18. Jahrhundert die Willibaldsburg als Bischofssitz ablöste.
Die zweischiffige Halle des Mortiariums (Grablege) gilt als einer der schönsten spätgotischen Innenräume Deutschlands. Die Gewölbe der acht Doppeljoche werden von Mittelsäulen gestützt und von Netzgewölben überspannt.

### Willibaldschor

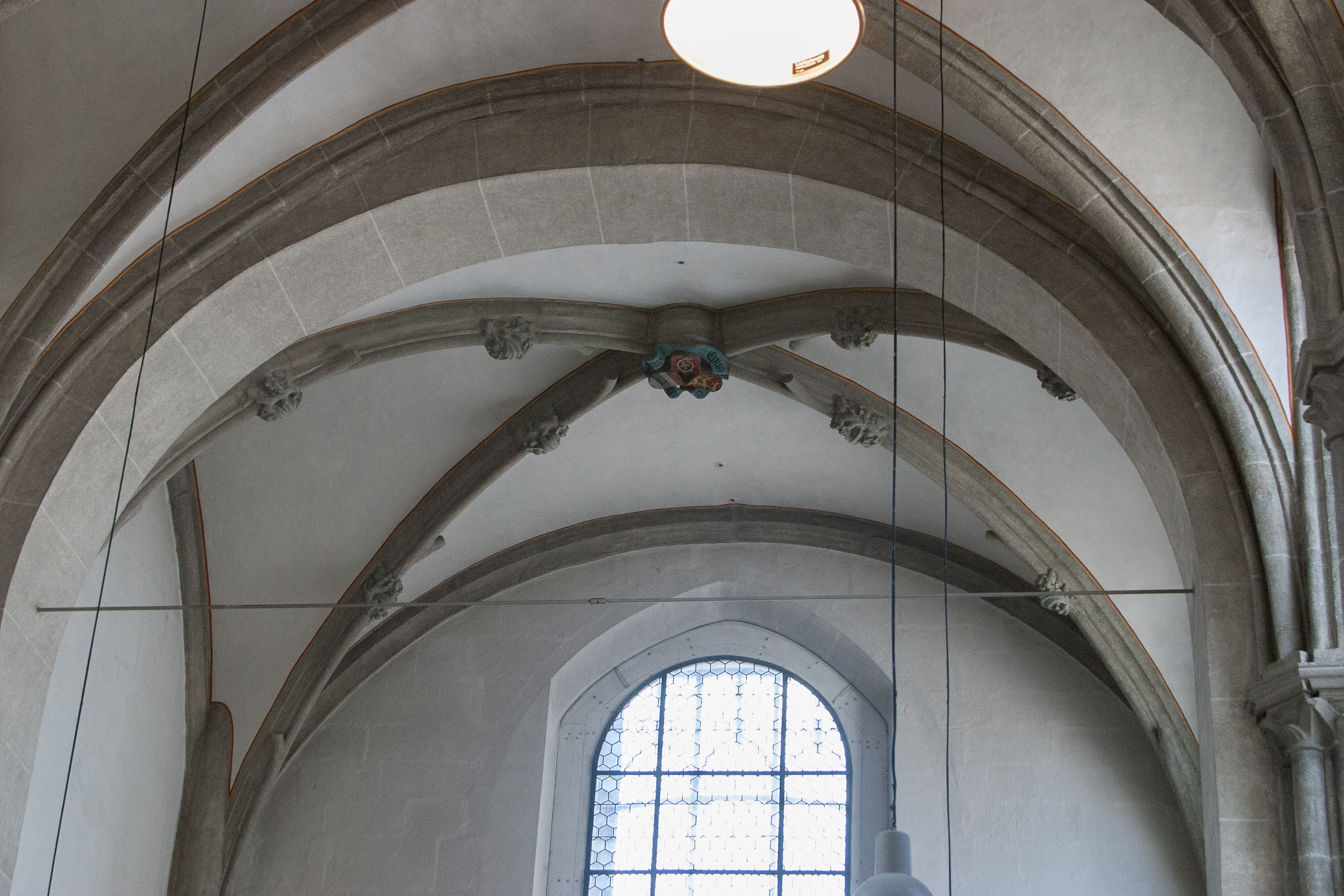
Westliches Joch des Willibaldschors, 1471 durch Wilhelm von Reichenau in Auftrag gegeben

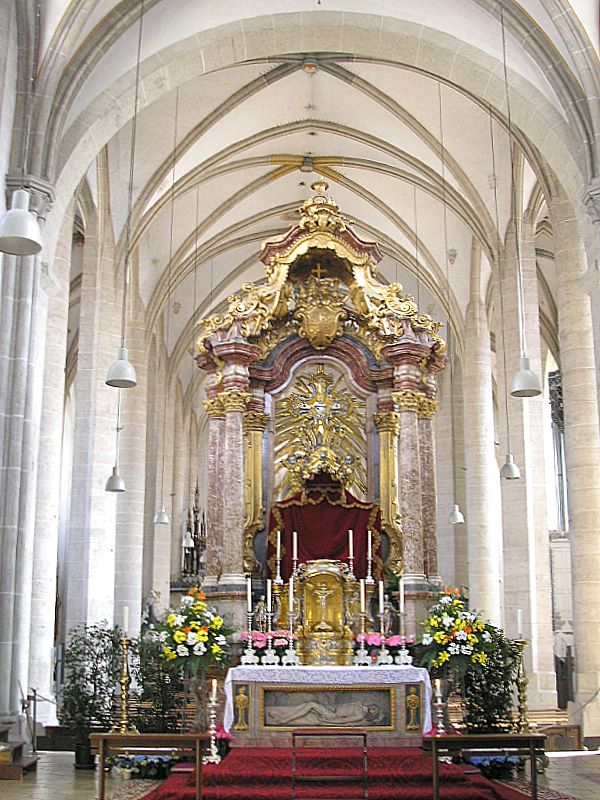
Blick aus dem Willibaldschor ins Langhaus

Der hochmittelalterliche Willibaldschor umfasst drei frühgotische und ein spätgotisches Joch. Die drei Ostjoche überspannen einfache, wulstige Kreuzgewölbe ohne Schlusssteine auf fünfteiligen Bündeldiensten.
Auch das Westjoch von 1471 ist kreuzgewölbt, anstelle der gotischen Rippen werden Motive des Astwerks verwendet. Es wird durch einen Rundbogen von den Ostjochen separiert. Der Schlussstein trägt die Wappen des Bistums, des Domkapitels und des Bischofs Wilhelm von Reichenau und ist mit „1471“ bezeichnet.
Am schlichten Außenbau überrascht besonders die wenig sorgfältige Ausführung des Mauerwerks der Nordseite. Die rundbogig geschlossenen Fenster liegen zwischen einfachen Strebepfeilern mit Pultdächern, die Aufsätze schließen mit Satteldächern.
Gabrielis Westfassade ist angeblendet. Über dem Portal sitzt das Wappen Bischof Johann Anton Knebels von Katzenellenbogen, das von zwei Putten begleitet wird.
Der Willibaldschor war die Kirche des Kollegiatstiftes St. Willibald.
Er besaß bis 1971 noch eine eigene Sakristei, die im Zuge der Umgestaltung des Domes heute als Vorraum dient, um einerseits weiterhin dem Dom einen Zugang von Westen aus zu ermöglichen und gleichzeitig den Willibaldschor vor durchlaufenden Besucherströmen zu verschonen um ihn als Gebetsort aufrechtzuerhalten.

### Türme
Die beiden romanischen Chorseitentürme sind besonders wegen ihrer Kapellen in den ersten Obergeschossen von baugeschichtlichem Interesse. Im Nordturm (Höhe 52 Meter) liegt die ehemalige Marienkapelle. Der Raum ist 9 Meter hoch und wird von einem Kreuzgewölbe mit Rechteckrippen überdeckt. Rundbögen öffnen sich zum Ostchor des Domes und zum Querhaus. Die Apsis an der Ostseite wurde in die Mauer eingearbeitet und schließt ebenfalls rundbogig. Der Kapellenraum wurde am 10. Juli 1072 vom Salzburger Bischof Gebhardt geweiht. Den Zugang vom gleichfalls kreuzgewölbten Untergeschoss ermöglicht eine schmale Steintreppe in der Mauer.
Der Turm besitzt fünf Geschosse unterschiedlicher Höhe und einfacher Rundbogengliederung. Die Giebel und der Spitzhelm stammen aus der Gotik. Der kleine Erker im Osten, der sich noch auf einem Stahlstich von 1845 erkennen lässt, wurde bei der Neudeckung im Jahr 1859 abgetragen.
Die Anlage des Südturms entspricht im Wesentlichen der des Nordturms, der Aufbau ist mit insgesamt 54 Metern jedoch etwa zwei Meter höher gestaltet. Hier liegt im ersten Obergeschoss die ehemalige Michaelskapelle, die gleichzeitig mit der Marienkapelle durch den Patriarchen Sieghard von Aquileia geweiht wurde. Der Turm wird bis zum dritten Obergeschoss vom Querhaus und den Klausurgebäuden (Mortuarium) umschlossen.
Beide Türme bestehen aus schmalen Kalkbruchsteinen einheimischer Brüche, tragen aber helle Kalkputze. Auffallend ist die sorgfältige Ausführung des Mauerwerks, das in deutlichem Gegensatz zur flüchtigeren Ausführung des Willibaldschores steht.

### Kapitelsakristei und Roritzerkapelle

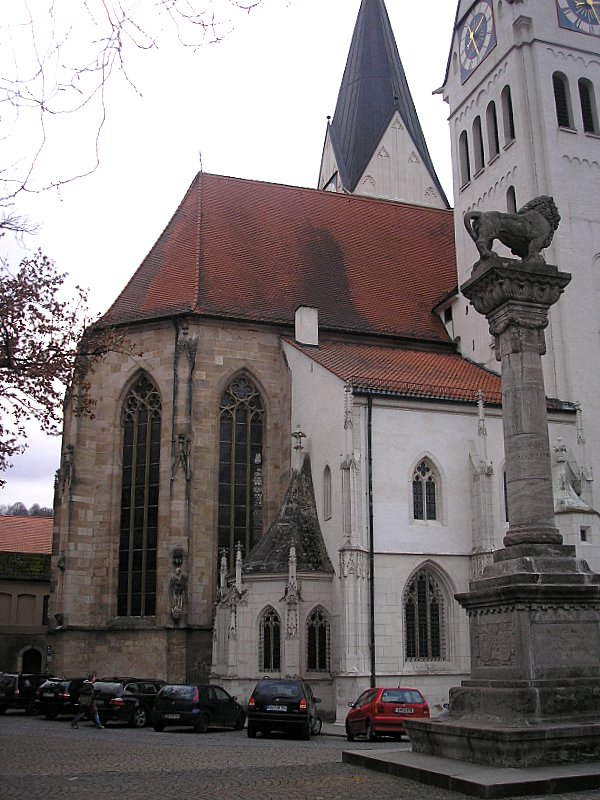
Der Ostchor mit der Kapitelsakristei und der Roritzerkapelle

Die spätgotische Kapitelsakristei schließt sich auf der Ostseite der Kirche an den Nordturm an. Das vierjochige Sterngewölbe des quadratischen Hauptraumes ruht auf einer runden Mittelsäule. Ein ungewöhnliches Motiv ist der hängende Schlussstein am Chorbogen. Das niedrigere Chörlein ist stark eingezogen, also schmäler als der Gesamtbau und springt fünfseitig aus. Das Rippengewölbe entwickelt sich aus einem Vierpass, der Schlussstein zeigt die Wappen des Bistums, des Bischofs Johann III. von Eych und des Domkapitels.
Den Außenbau gliedern die reich verzierten Strebepfeiler mit ihren Blendfeldern, Fialen und Wimpergen. Das steinerne Dach des Chörleins (Roritzerkapelle) wird von einer Kreuzblume bekrönt.
Der Entwurf der Gesamtanlage wird Matthäus Roritzer zugeschrieben, der 1469 und 1473 in Eichstätt nachweisbar ist. Möglich ist auch die Beteiligung seines Vaters Konrad, bzw. Wolfgang Roritzers. Die Eichstätter Quellen sprechen nur von einem „Meister Mattheis“, der 1473 nach München an die Frauenkirche berufen wurde.
Die Sakristei ist nicht öffentlich zugänglich und wird seit der Errichtung der neuen gemeinsamen Sakristei von Pfarrei und Kapitel nicht mehr als solche benützt. Sie dient heute zum gemeinsamen Chorgebet des Domkapitels.

### Kreuzgang und Mortuarium

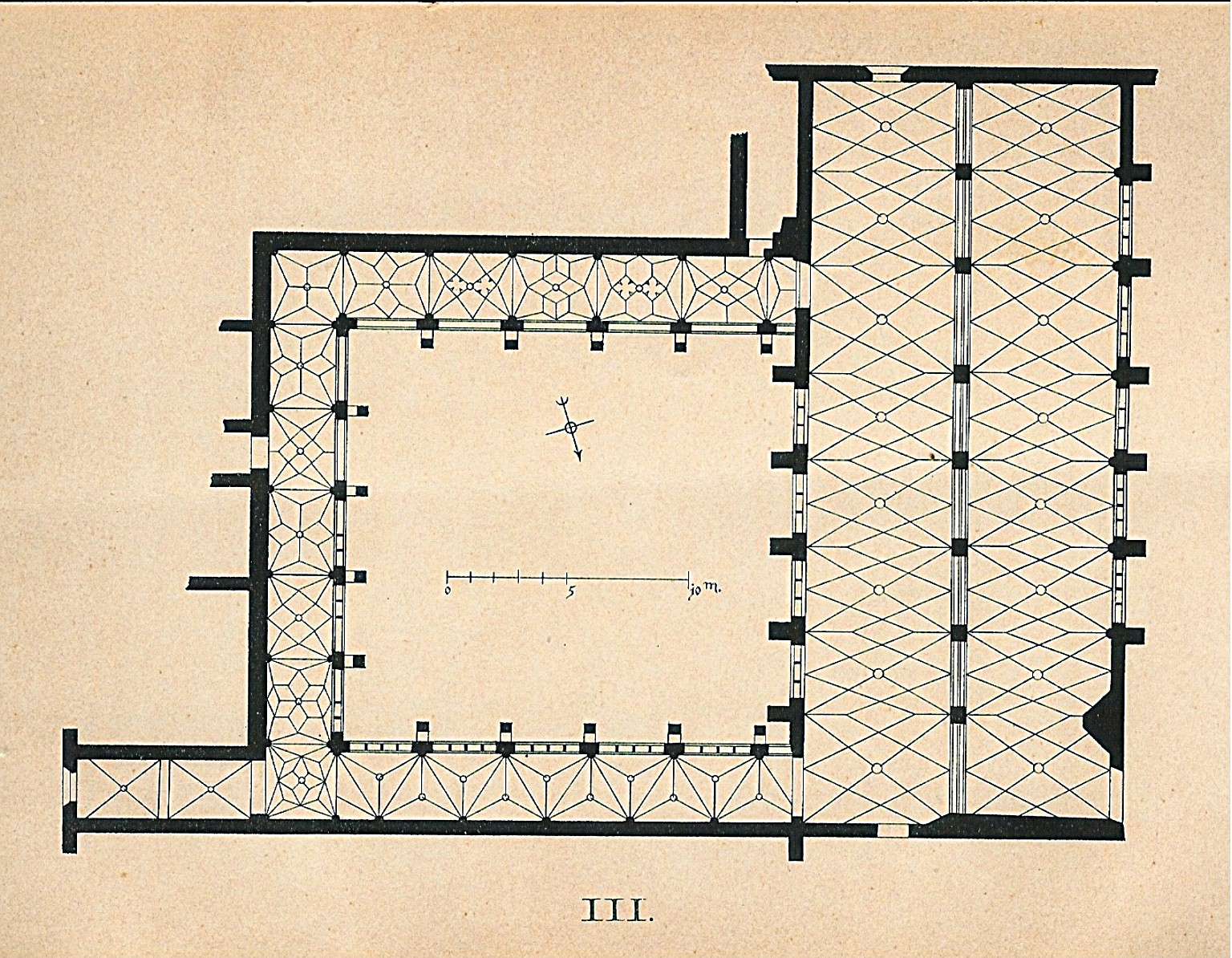
Kreuzgang und Mortuarium (Grundriss)

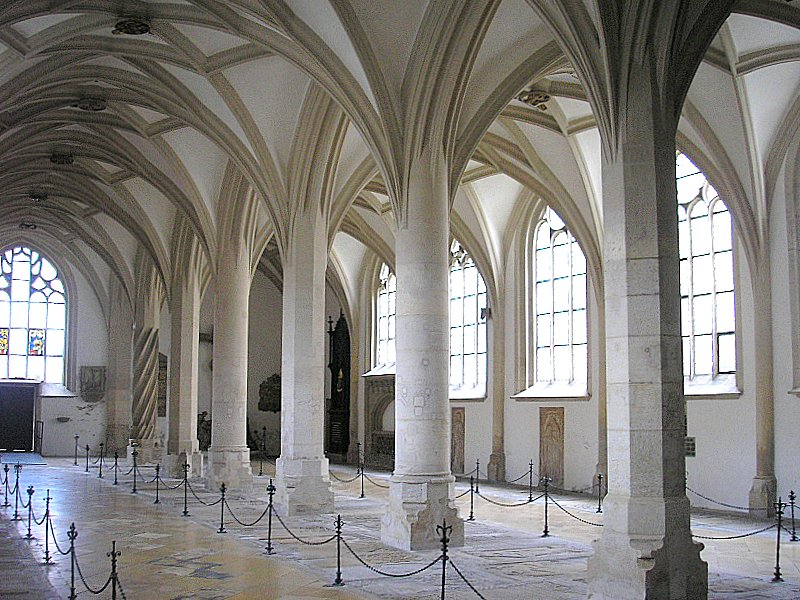
Das Mortuarium

Den Kreuzgang und das anschließende Mortuarium bezeichnete bereits Georg Dehio als „glänzende Leistung der Spätgotik“. Die reichen Gewölbefigurationen und architektonischen Erfindungen ließen auch die Bearbeiter des sonst eher nüchternen Inventarbandes von 1924 ins Schwärmen geraten. Besonders „die zweischiffige Halle des Mortuariums hat immer Bewunderung erweckt“. Auch der Innenhof darf zu den besten Leistungen der deutschen Spätgotik gezählt werden, der malerische Reiz der Gesamtanlage gilt den meisten Autoren als unübertroffen.
Die zweischiffige Anlage ist ein typisches Kennzeichen solcher halbsakraler gotischer Räume. Vorbilder für diese Grablege des Domkapitels waren die älteren Mortuarien in Bamberg und Würzburg. Zwei der sieben stützenden Säulen wurden besonders aufwändig gestaltet. Im Norden lenkt die „Schöne Säule“ mit ihrem knorrigen Astwerk die Blicke auf sich, im Süden windet sich die „Gewundene Säule“ (Bild) zum Gewölbe empor. Fünf der 10 Maßwerkfenster besitzen Glasmalereien (sign. 1502) nach Entwürfen Hans Holbeins d. Ä. Dargestellt wurden unter anderem die Kreuzigung Christi, das Jüngste Gericht und die Schutzmantelmadonna.
Der zweigeschossige Kreuzgang wird von Strebepfeilern gestützt, bei denen romanische Säulen aus dem 12. Jahrhundert wiederverwendet wurden. Sicherlich stammen diese Spolien noch von der hochmittelalterlichen Vorgängeranlage.
Die reichen Gewölbefigurationen sind im Nordflügel als Springgewölbe gestaltet, die Schlusssteine also gegeneinander versetzt. Die anderen Joche zeigen Rauten und Sterne, die Schlusssteine und Konsolen tragen reichen plastischen Schmuck.
Zahlreiche Grabplatten sind in die Fußböden und Wandflächen eingelassen, Glasgemälde ergänzen die Szenerie. Zusammen mit der hochgotischen Architektur des Domes ist hier eines der bedeutendsten Ensembles der süddeutschen Gotik entstanden, das noch durch die reichen Bestände des angeschlossenen Diözesanmuseums ergänzt wird.

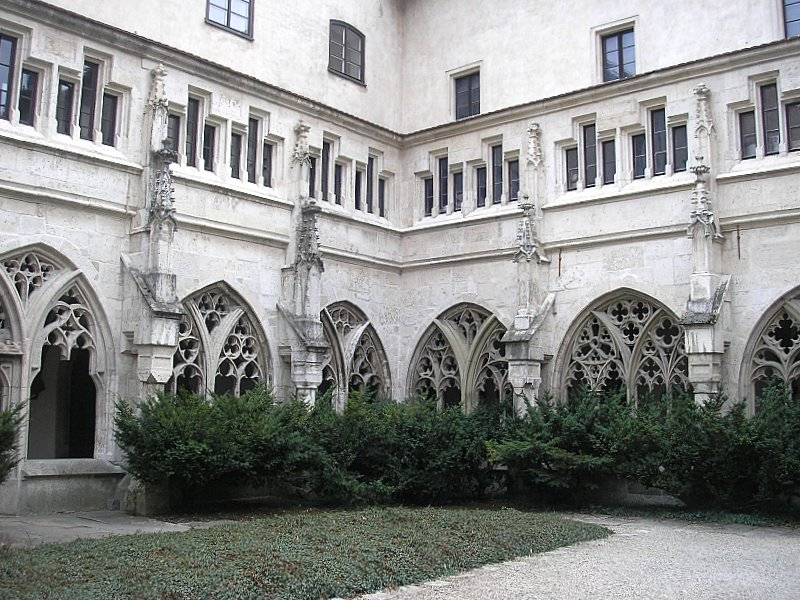
Kreuzgang
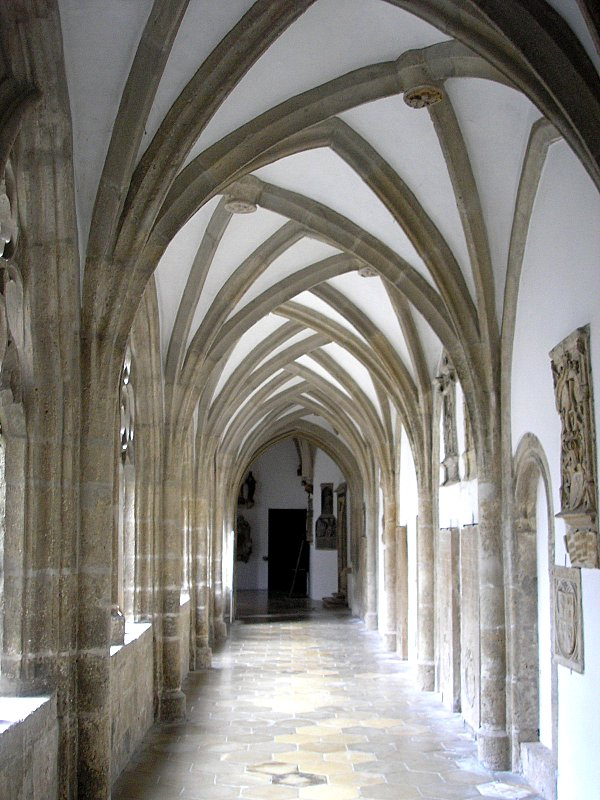
Nordflügel des Kreuzganges
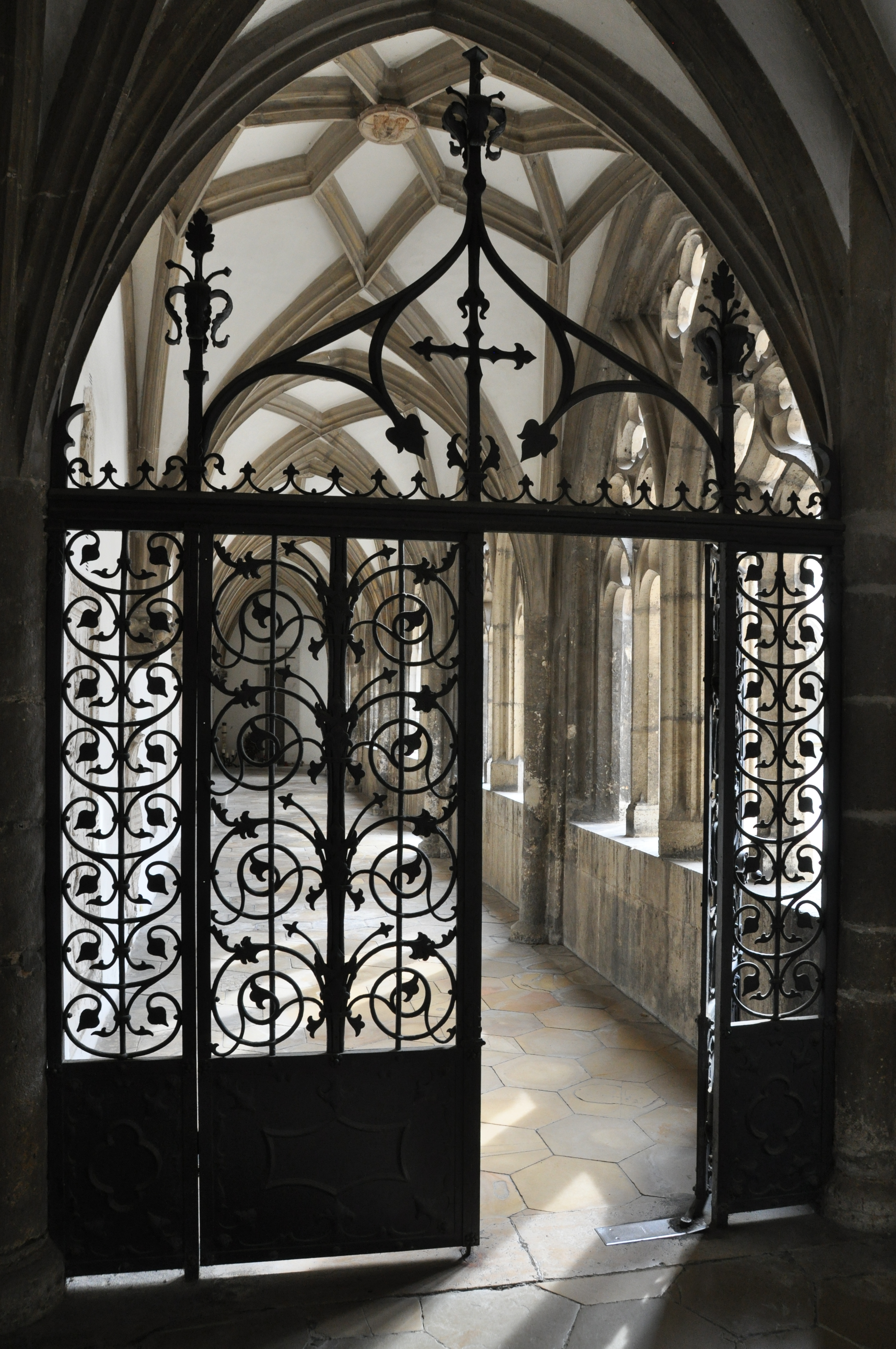
Ostflügel des Kreuzganges
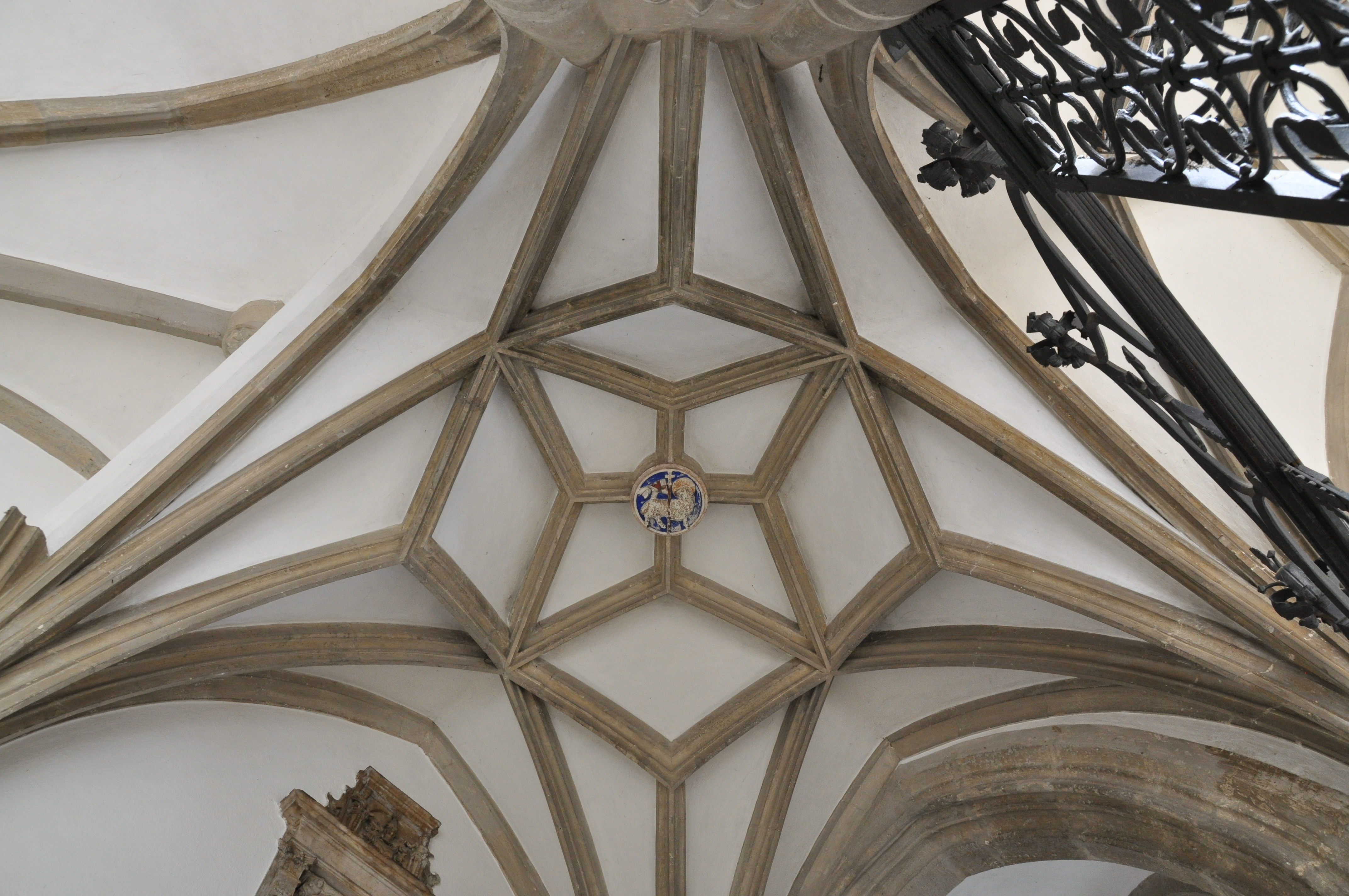
Kreuzgang: Gewölbejoch Nordost
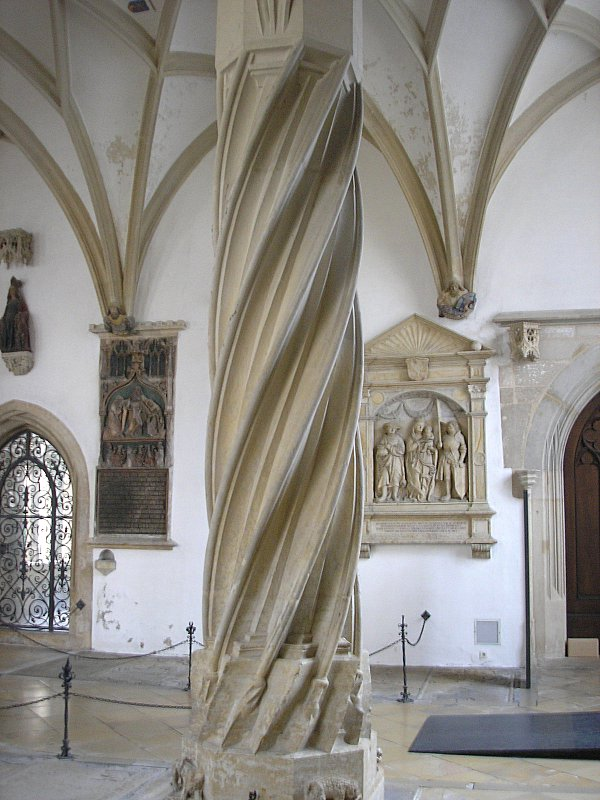
Gewundene Säule im Mortuarium
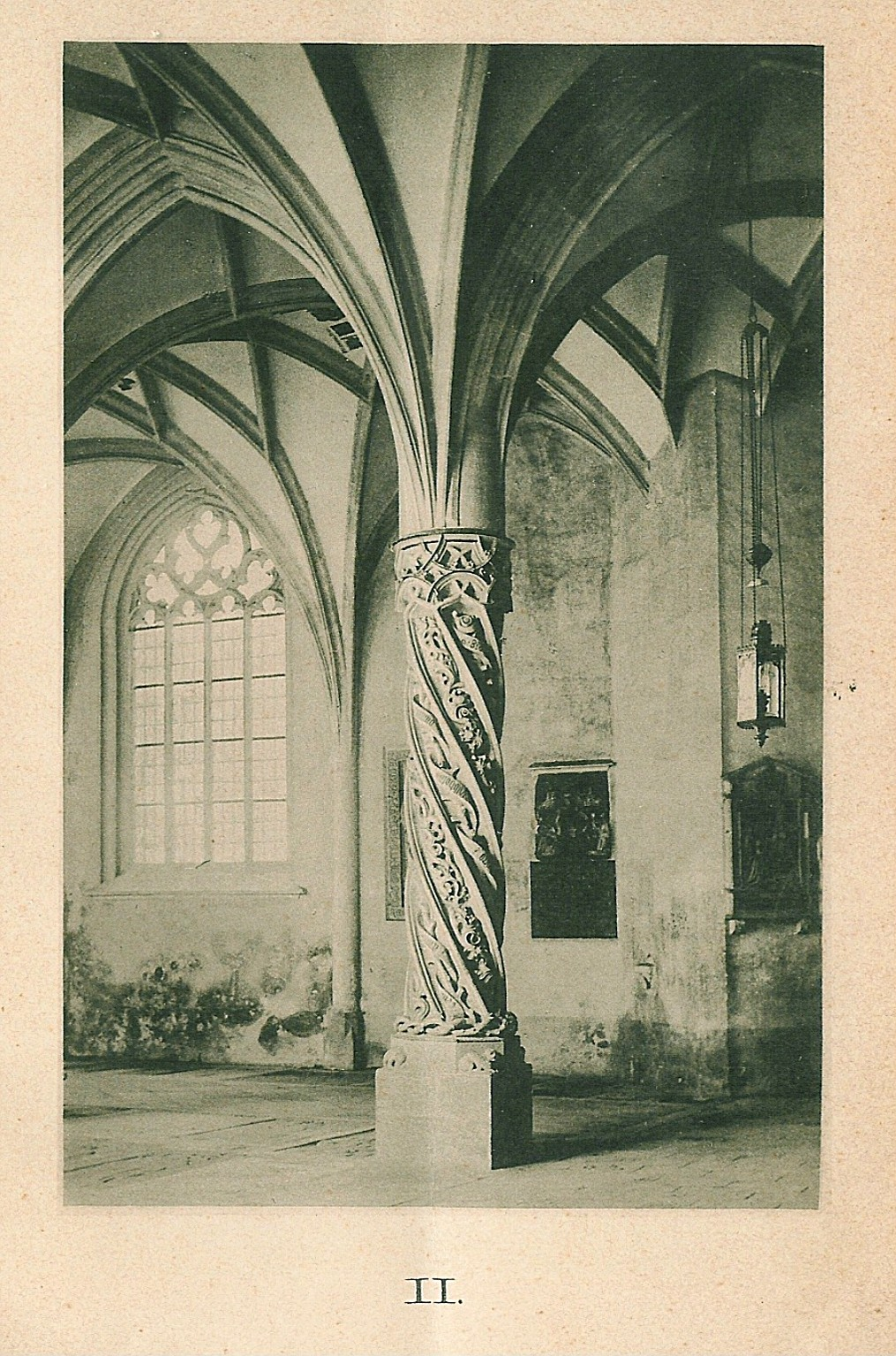
Schöne Säule im Mortuarium, Ansicht vor der Restaurierung (ca. 1889)
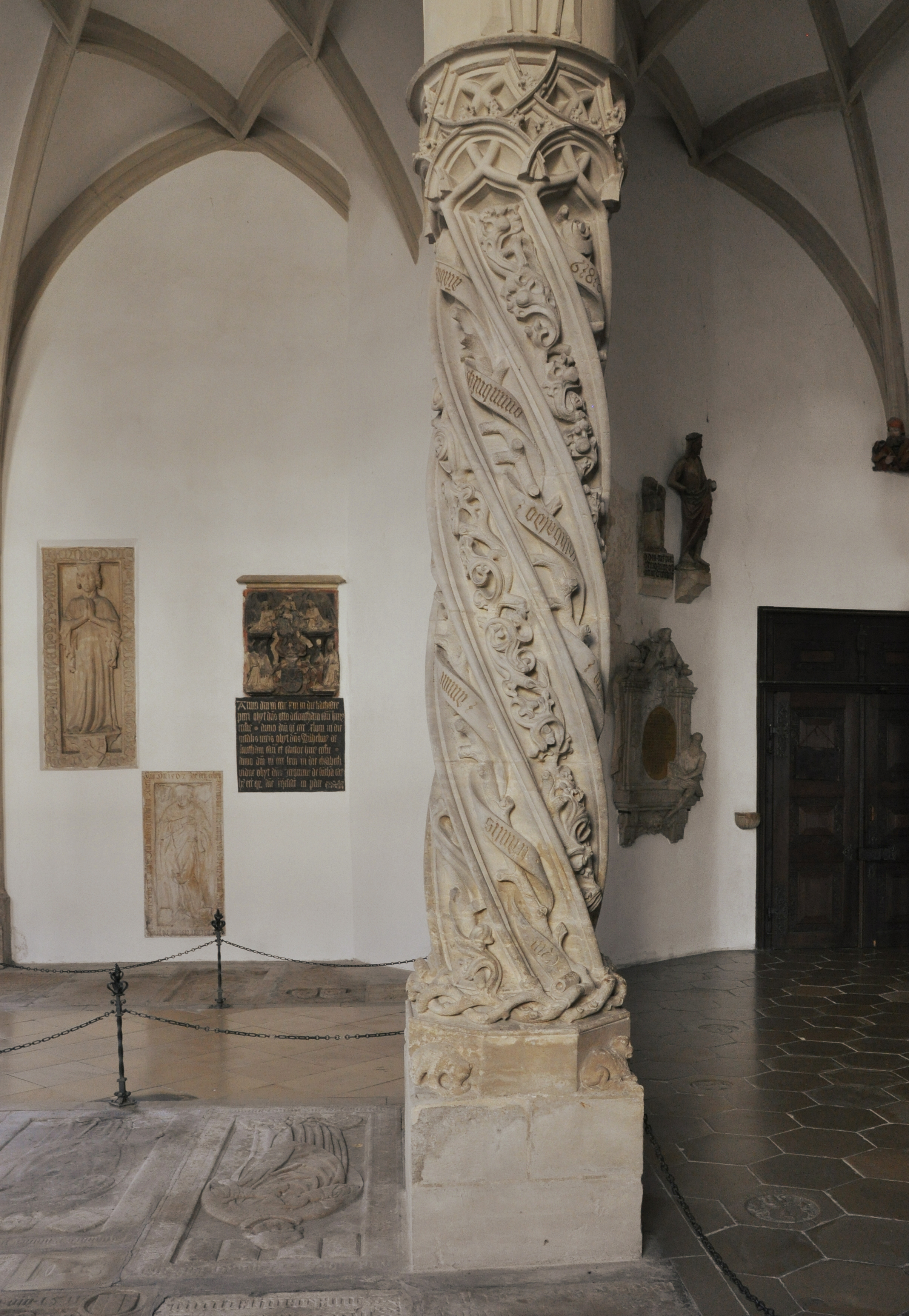
Schöne Säule im Mortuarium 2012

## Ausstattung

### Altäre

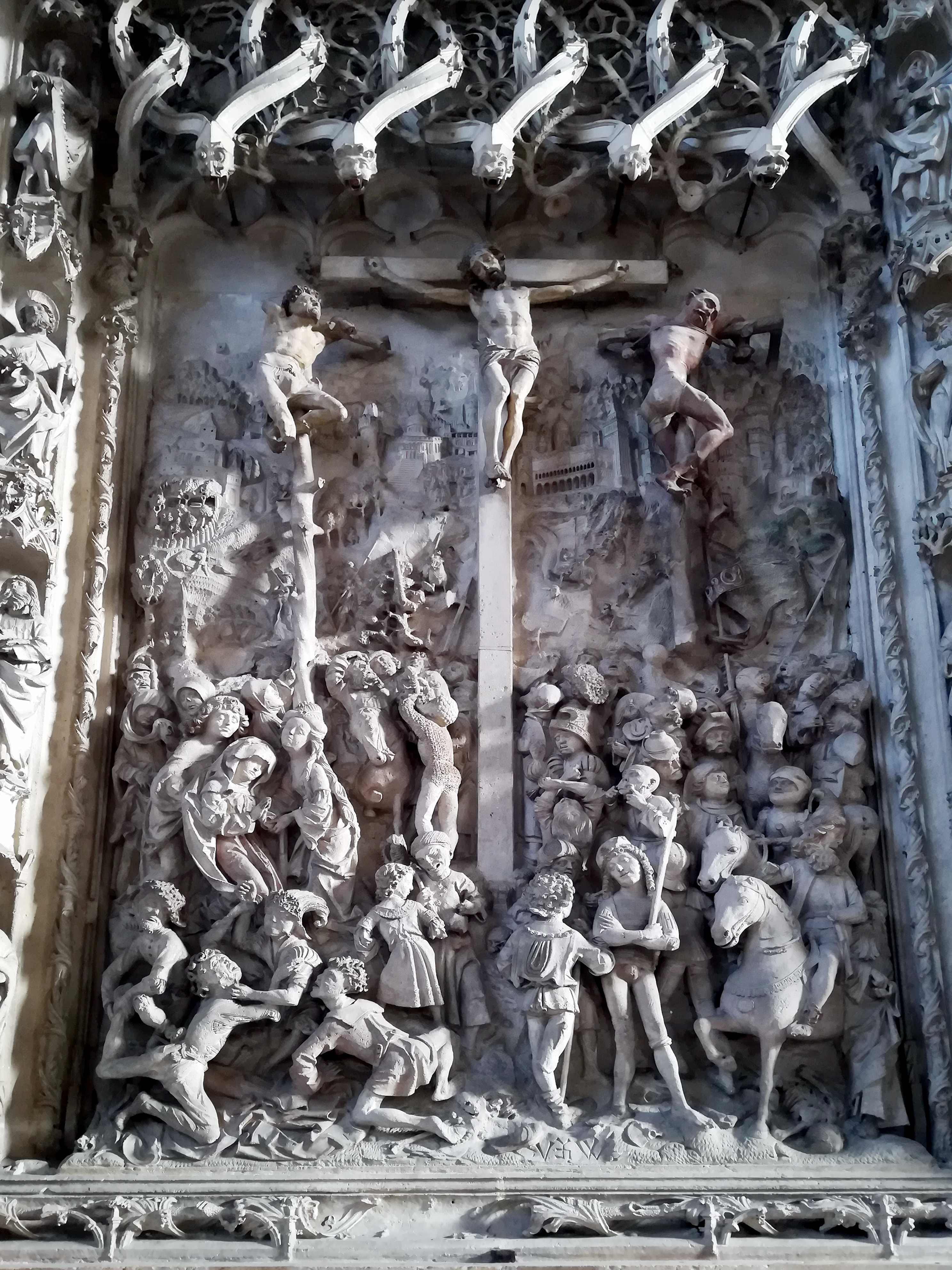
Der Pappenheimer Altar (Mittelteil)

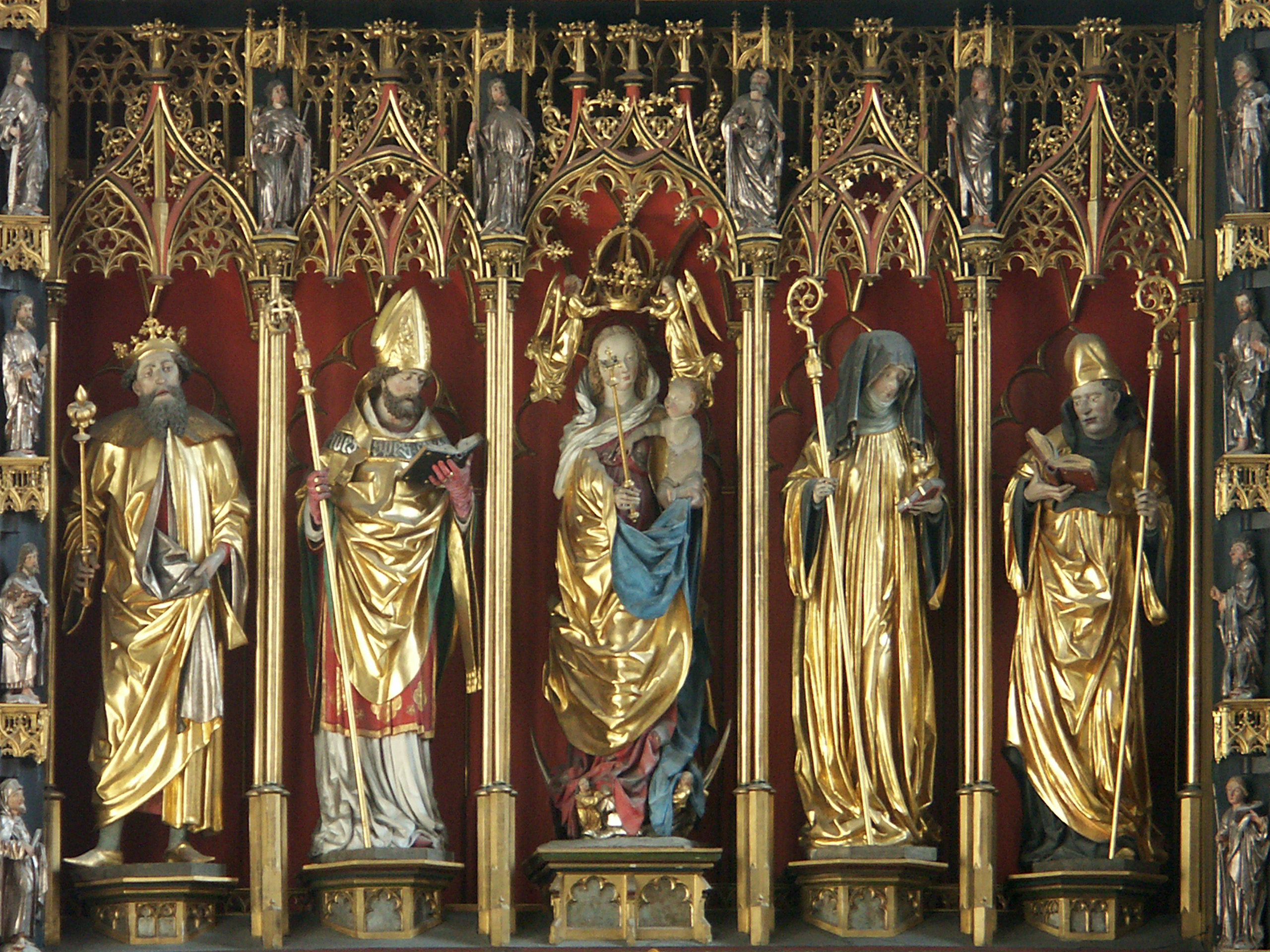
Mittelschrein des Hochaltars im Ostchor

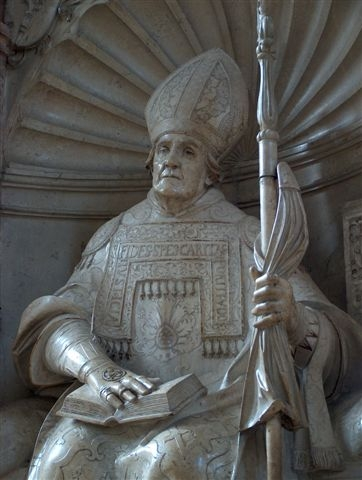
Statue des hl. Willibald (Gregor Erhart)

Als bedeutendster Altar der Domkirche gilt der prachtvolle Pappenheimer Altar (um 1495) im östlichen Querhaus, eine Stiftung des Kanonikus Kaspar Marschalk von Pappenheim. Der Altaraufbau besteht vollständig aus heimischem Kalkstein (Oberer Schwammkalk) und ist (ohne die Mensa) 9,5 m hoch und über 2 m breit. Im Schrein wird die Kreuzigung geschildert. Zahlreiche Figuren begleiten die Szene, im Hintergrund sieht man eine Phantasieansicht Jerusalems. Die Stadt ist nach einem Holzschnitt von Breitenbach (1486) dargestellt, der Motive (Dogenpalast) aus Venedig und Nürnberg verwendete und diese neben Darstellungen des Felsendomes und der Grabeskirche stellte. Als Bekrönung steigen fünf Baldachine in die Höhe. Der Pappenheimer Altar wirkt heute ein wenig abseitsliegend. Vor der Entfernung der Chorschranken wurde durch diese eine eigene Kapelle für den Altar gebildet.
Der neugotische Hochaltar (Ostchor) birgt die Holzfiguren des ehemaligen spätgotischen Flügelaltares. Fünf vom sogenannten Meister des Eichstätter Domhochaltars um 1470 geschaffene überlebensgroße Statuen im Schrein zeigen die Madonna auf der Mondsichel sowie die vier Bistumsheiligen. Die ebenfalls aus dem Mittelalter stammenden Flügel tragen acht spätgotische Passionsreliefs, auch das Sprengwerk ist mittelalterlich.
Den schlichten Kreuzaltar (Volksaltar) auf der neuen Altarinsel der Vierung schufen Theo Heiermann und Elmar Hillebrand im Jahr 1975 zuvor befand sich hier zwischen den Chorschranken der sogenannte Pfarreialtar.
Die zwölf Nebenaltäre der Kathedrale entstanden meist als private Stiftungen für Messfeiern, etwa zur Fürbitte für verstorbene Angehörige. Als einer der frühesten Renaissance-Altäre Deutschlands gilt der Altar für Dompropst Johannes von Wolfstein (gest. 1519) im Südschiff. Das Hauptrelief mit der Aufnahme Mariens in den Himmel entstand nach einem Holzschnitt Albrecht Dürers (Werkstatt Loy Hering, um 1519/20).
Aus dem Frühbarock stammt der Ölberg- oder Laurentius-Altar (Nordseite), in hochbarocken Stilformen präsentiert sich der Magdalenen-Altar in seiner Kapelle im Südschiff. Kapelle (Stuckausstattung) und Altar veranschaulichen die bedeutende Barockausstattung des Domes, die sonst der Regotisierung im 19. Jahrhundert zu Opfer gefallen ist.
Aus dieser Zeit sind noch vier Seitenaltäre vorhanden, die man allerdings im 20. Jahrhundert mit gotischen und barocken Bildwerken aufwertete. So birgt auch der Marien-Altar von 1879 (Südschiff) eine spätgotische Mondsichelmadonna der Zeit um 1500, die im Volksmund „Bäckermadonna“ genannt wird. Die Flügelreliefs entstanden gegen 1470 und zeigen die hl. Barbara und Katharina. Die weiteren Altäre sind den hll. Wunibald und Anna und der Heiligen Dreifaltigkeit geweiht.
Erst 1912 entstand der neugotische Altar der Kapitelsakristei mit einem Relief der Beweinung Christi (um 1480) und weiteren Skulpturen unterschiedlicher Herkunft (nicht öffentlich zugänglich).
Ein weiterer Altar, der heute nicht mehr existent ist, befand sich in der früheren Sakristei der Willibaldschores. Heute ist an dieser Stelle der Zugang zum Vorraum des Domes von Westen her.

### Ambo
Von 1976 bis 2014 befand sich ein hölzerner beweglicher Ambo im Chorraum, der heute in der Kirche Heilig Kreuz in Eichstätt genutzt wird. Diese als Provisorium ausgewiesene Lösung wurde im Jahr 2014 durch das Domkapitel durch eine umstrittene Kombination aus Osterleuchter, Evangelienpult und Ambo des Künstlers Rudolf Bott ersetzt, was zu Protesten der Gläubigen führte, ein mediales Echo nach sich zog und nachträgliche Gesprächsabende der Verantwortlichen notwendig machte. Im Volksmund wurde der Osterleuchter auch bald als „Raketenabschussrampe“ tituliert. Im Zuge der Generalsanierung des Domes von 2019–2025, aber auch aufgrund der anhaltenden Kritik aus der Bevölkerung entschied man sich nach öffentlicher Ausschreibung für eine Neugestaltung des Ambos nach den Plänen des Künstlerbüros Lutzenberger+Lutzenberger aus Bad Wörishofen.

### Grabdenkmäler

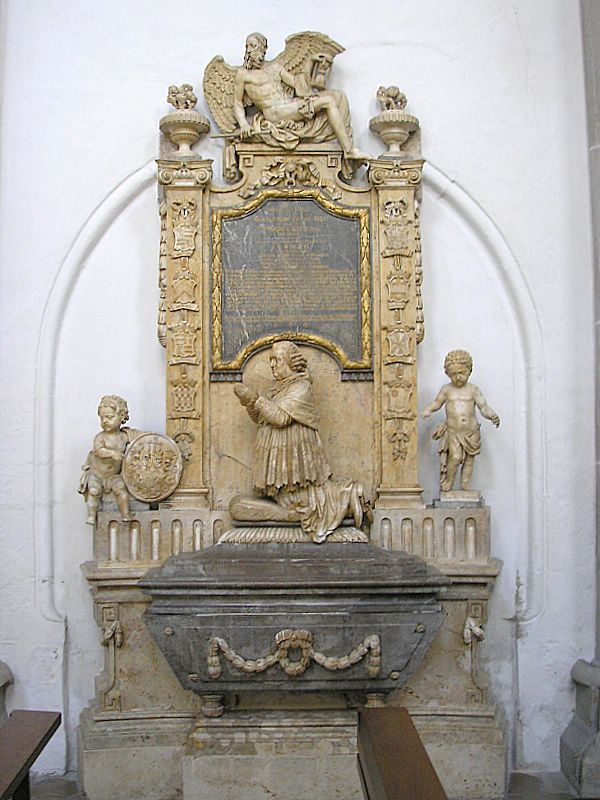
Epitaph für Fürstbischof Johann Anton von Zehmen (1790) im Willibaldschor

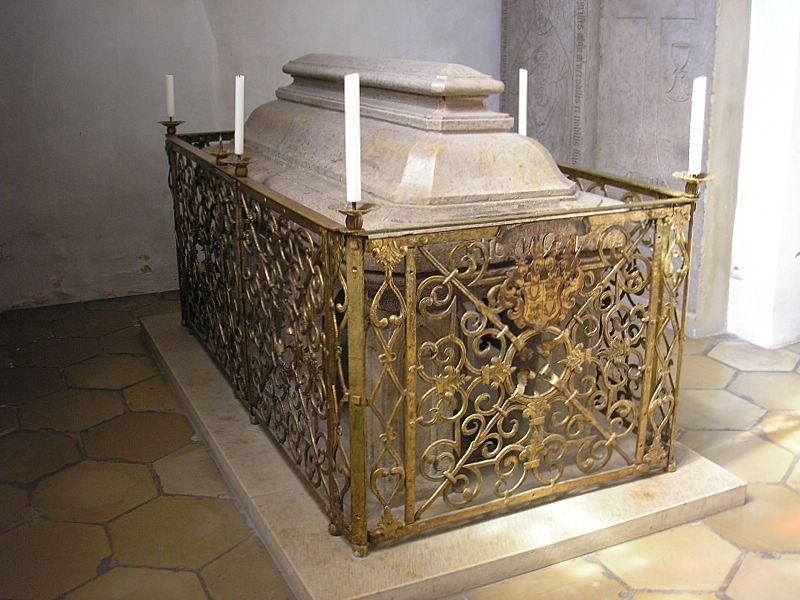
Hochgrab des seligen Bischofs Gundekar II. (1057–75) in der Sakramentskapelle

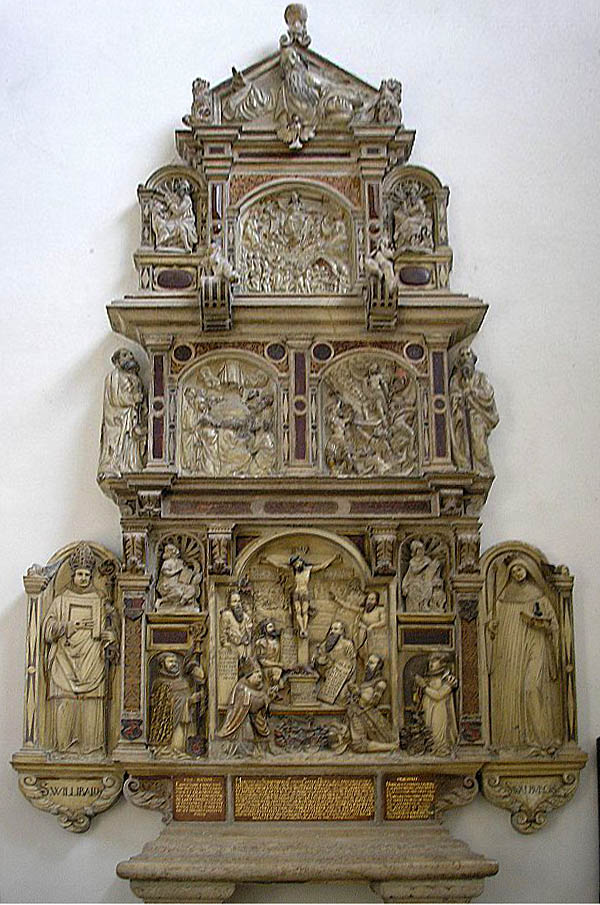
Der manieristische Epitaphaltar des Bischofs Martin von Schaumberg (1560–90) im südlichen Querhaus

Über den Stufen des Willibaldschores erhebt sich das Renaissancegrabmal des Bistumsgründers, des hl. Willibald. Unter Bischof Gabriel von Eyb schuf vermutlich Loy Hering eines seiner Hauptwerke (vollendet 1514). Die Gesamtanlage wurde im Rokoko verändert. Erhalten blieb der monumentale Hauptteil mit der lebensgroßen Sitzfigur des Heiligen in einer Muschelnische, der hohe Baldachin ist eine Ergänzung des 18. Jahrhunderts, die Matthias Seybold 1745 nach dem Vorbild des Petrusgrabes (Bernini) im Petersdom zu Rom schuf.
Die ältere frühgotische Grabtumba steht jetzt an der Südseite des Westchores. Sie ist in der Form eines gotischen Chorbaues gearbeitet. Die Pultdächer der Strebepfeiler tragen große Tierköpfe, darüber läuft eine Blendgalerie um die Dachfläche.
Zahlreiche Grabmäler und Epitaphaltäre der Bischöfe und der Domherren stehen an den Pfeilern und Wandflächen. Zu den ältesten gehören die Steine der Bischöfe Konrad II. von Pfeffenhausen († 1305) und Johann II. von Heideck († 1429) sowie die Tumba Gundekars († 1075) in dessen Grabkapelle.
Der Ostchor birgt das Denkmal für Bischof Johann Konrad von Gemmingen (1595–1612), das zu den bedeutendsten Werken der bayerischen Spätrenaissance gezählt wird (Zuschreibung an Hans Krumpper). Nach Entwürfen de Gabrielis entstanden die Grabmäler der Bischöfe Marquard II. (1637–1685), Johann Euchar (1695–1697) und Franz Ludwig (1725–1736), die alle der Familie der Schenken von Castell angehörten.
Im nördlichen Querhaus finden sich einige Steine für Angehörige des Geschlechtes der Marschälle von Pappenheim. Loy Hering schuf das Triptychon für Bischof Christoph Marschall von Pappenheim (1535–39) mit der Beweinung Christi im Mittelfeld. Daneben ist das Epitaph für vier Domherren der Familie von Eyb angebracht (um 1483). Die farbige Fassung des spätgotischen Gedenksteins kontrastiert wirkungsvoll mit der Einfarbigkeit des in der Nähe stehenden „Pappenheimer Altares“. Unter einem Kielbogen steht die Gottesmutter mit dem Kind, an den Seiten erkennt man die hl. Barbara und Katharina.
Am Pfeilerpaar vor dem Hauptportal wurden im 18. Jahrhundert die Epitaphien für Dompropst Marquard Wilhelm Graf von Schönborn († 1770) und den Domherrn Philipp Karl Graf von Oettingen-Baldern aufgestellt († 1787).
Für die zweite Seitenkapelle westlich des Portals schuf Loy Hering um 1514–1520 eines der Hauptwerke der Eichstätter Grabmalskunst der Renaissance. Bischof Gabriel von Eyb (1496–1535) ließ sich noch zu Lebzeiten in einer Muschelnische stehend porträtieren.
In der westlichsten Kapelle wurde 1989 die neue Grablege der Bischöfe angelegt. Fritz Koenig und Blasius Gerg gestalteten die schlichte Anlage mit dem steinernen Wandepitaph im Jahr 1989. Bisher wurden hier Joseph Kardinal Schröffer († 1983) und Alois Brems († 1987) bestattet. Ursprünglich war die Kapelle Grablege für die Domherren und Bischöfe aus dem Hause der Freiherren von Leonrod. Erhalten haben sich davon die Epitaphien für Kanonikus Friedrich († 1539), Hofmeister Albrecht († 1543, Werkstatt Loy Hering) und Bischof Franz Leopold von Leonrod (1867–1905).
Über dem Westeingang sind die beiden Deckplatten der ehemaligen Hochgräber der Bischöfe Konrad II. von Pfeffenhausen (1297–1305) und Johann II. von Heideck (1415–1429) eingelassen. Beide Steine sind farbig gefasst und zeigen die Verstorbenen in Ganzfigur.
Im Willibaldschor befinden sich die Gedenksteine für Bischof Eberhard II. von Hirnheim (1552–1560), den Domherren Johannes von Stain († 1543, Loy Hering nach Albrecht Dürer), das Gemeinschaftsdenkmal der Bischöfe Albrecht II. von Hohenrechberg (1429–1445) und Moritz von Hutten (1539–1552) und das klassizistische Epitaph für Bischof Johann III. Freiherr von Zehmen (Ignaz Alexander Breitenauer, 1790). Bemerkenswert ist die deutsche Inschrift, die auf die im Sinne der Aufklärung fortschrittliche Gesinnung des beliebten Kirchenmannes hinweist.
Vor dem Chorbogen steht der Rotmarmorstein des Bischofs Wilhelm von Reichenau (1464–1496), der als eines der bedeutendsten Bildwerke der Kathedrale gilt. Das Hochrelief der Kreuzigung schuf Hans Peuerlin. Zu Füßen des Erlösers kniet der Bischof zusammen mit der hl. Maria Magdalena.
Zwei weitere klassizistische Bischofsdenkmäler sind an den Langhauspfeilern vor der modernen Orgel zu sehen. Auf einen Entwurf Maurizio Pedettis geht das Epitaph für Raymund Anton Graf von Strasoldo (1757–1781) zurück. Josef Graf von Stubenberg (1790–1824) war der letzte Fürstbischof von Eichstätt. Das Grabmal entstand 1828 in den zurückhaltenden Formen des späten Klassizismus (Peter Schöpf und Ferdinand Vellhorn).
Den Typus des Epitaphaltares repräsentieren die Mahnmale der Bischöfe Kaspar von Seckendorff (1590–1595) in seiner Grabkapelle vor dem südlichen Querhaus und die große Renaissanceanlage für Bischof Martin von Schaumberg (1560–1590) im Querhaus. In den dreigeschossigen Aufbau sind Reliefs der Kreuzigung, Auferstehung, Himmelfahrt und Wiederkunft Christi eingearbeitet. Im Giebeldreieck thront Gottvater. Das manieristische Werk entstand um 1570 (Philipp Sarder), also noch zu Lebzeiten des Bischofs.
Die Namen der Bestatteten verweisen auf die Lage des Bistums an der Grenze der drei bayerischen Stämme. Die Würdenträger entstammten dem bayerischen, fränkischen und schwäbischen Adel des heutigen bayerischen Staatsgebietes.

### Glasfenster
Der mittelalterliche Bestand an Glasmalereien im Dom ist nur noch archivalisch belegbar. Die erhaltenen Scheiben stammen aus dem 19. Jahrhundert, als die Bischofskirche im Sinne der Neugotik umgestaltet wurde. Die Fenster des Ostchores schuf Bernhard Mittermaier im Jahr 1883 nach Entwürfen von Sebastian Mutzl. Geschildert werden die Verklärung Christi und die Himmelfahrt Mariens.
Der zehnteilige Zyklus im Langhaus wurde 1936 auf die figürlichen Teile reduziert. Die Darstellungen nehmen Bezug auf die Anrufungen der Lauretanischen Litanei und erinnern so an das Marienpatrozinium der Kathedrale. Die Entwürfe von Fritz Geiges (1889–92 ausgeführt) fügen sich gut in den mittelalterlichen Kirchenraum ein. Dem Künstler gelang die Verbindung hochmittelalterlicher Stilelemente mit, zurückhaltend eingesetzten, frühen Jugendstilformen.
Die Glasmalereien der Sakramentskapelle schuf Geiges 1897/98 eigentlich für die bischöfliche Hauskapelle. Nach der Restaurierung im Jahre 2001 übertrug man die Darstellungen der Zwölf Apostel in den Dom.

### Sonstige Sehenswürdigkeiten
Nach dem Abbau der Chorschranken vor dem Ostchor wurde eine Verstärkung der Vierungspfeiler notwendig. Die Pfeiler mussten mit hohen Betonsockeln unterfangen werden, die 1975 mit dekorativen Steingussreliefs von Theo Heiermann (Nordpfeiler) und Elmar Hillebrand (Südpfeiler) verblendet wurden. Der Nordpfeiler illustriert zwölf Szenen der alttestamentlichen Heilsgeschichte, etwa die Schöpfung, die Vertreibung aus dem Paradies und die Sintflut. Am Südpfeiler erkennt man als Ergänzung zwölf weitere Episoden der neutestamentlichen Heilsgeschichte. Neben der Taufe Jesu sind u. a. die Bergpredigt und die Rückkehr des verlorenen Sohnes zu sehen.
Die Sakramentskapelle birgt ein weiteres Hauptwerk Loy Herings. Das Kruzifix entstand um 1520 und zeigt Christus mit erhobenem Haupt am Aufbruch in ein neues Leben. Seit 1975 hängt das große Steinkreuz über dem modernen Sakramentsaltar. Bis 1968 stand dieses Kreuz auf dem sog. Pfarreialtar, an dessen Stelle sich der heutige Volksaltar befindet. An der Südwand befindet sich eine spätgotische Schutzmantelmadonna (um 1520/30), der an der Nordwand eine gleichzeitige Figur Johannes des Täufers beigestellt ist. Die Sakramentskapelle wurde erst im Jahre 1971 eingerichtet zuvor war dies die Sakristei der Dompfarrei.

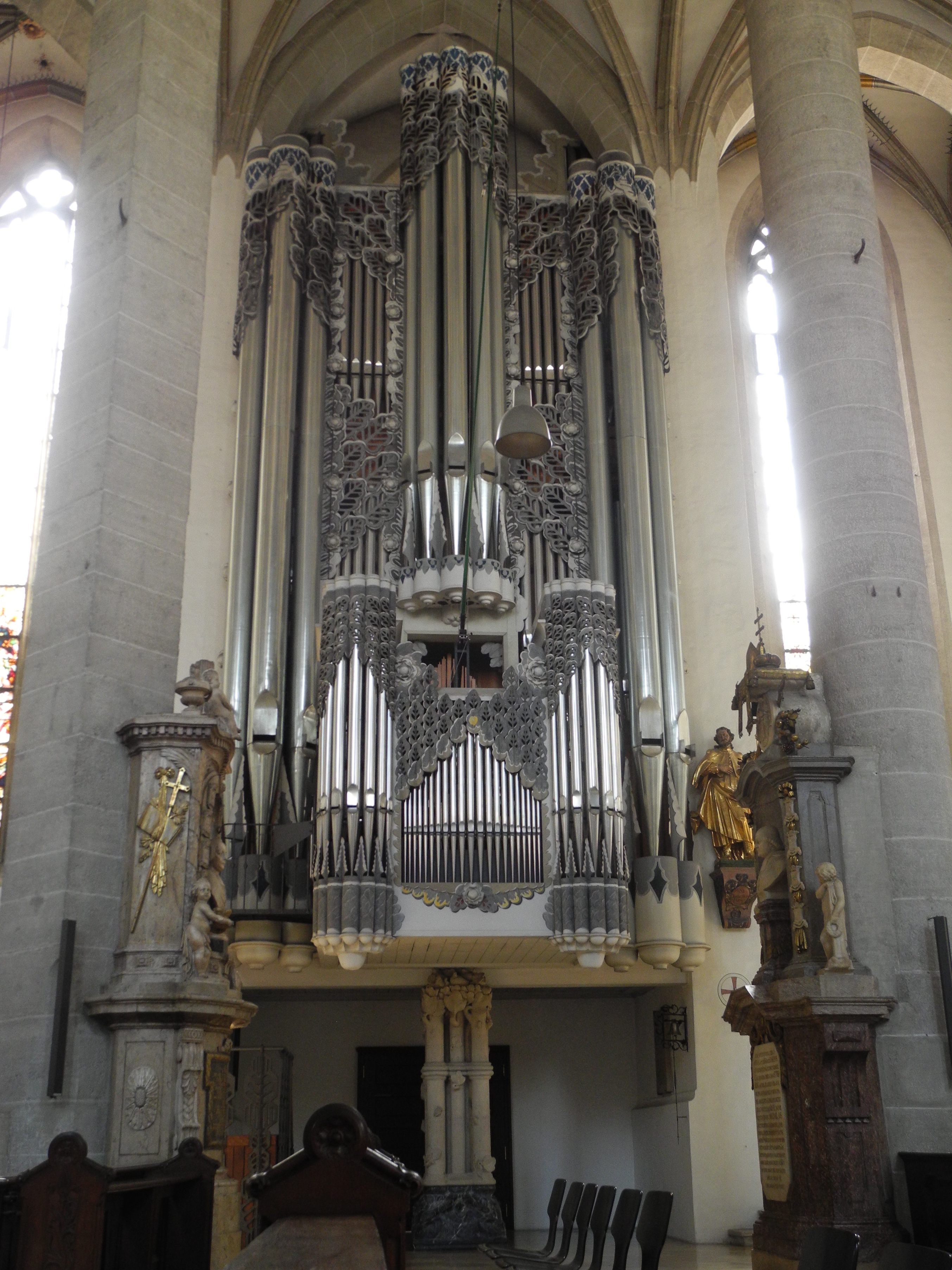
Orgelprospekt mit Rückpositiv

Von den Einzelskulpturen sind u. a. die Buchenhüller Madonna (um 1430) am südlichen Vierungspfeiler, die frühgotische Sibotomadonna (1296) im Willibaldschor und die Steinplastiken der Anbetung der Könige um 1590 in der Westvorhalle zu vermerken.

## Orgel
Vor der Domrenovierung 1971 befanden sich im Dom drei Orgeln der Eichstätter Orgelbauer Bittner. Ein Instrument befand sich über dem Westportal, eines über dem Nordportal und ein weiteres auf der rechten Chorschranke, wo auch ein zentraler Spieltisch positioniert war. Eine weitere Orgel auf der linken Chorschranke war geplant.
Die derzeitige Domorgel wurde 1975 von der Orgelbaufirma Sandtner aus Dillingen/Donau erbaut und besitzt 68 Register auf 4 Manualen und Pedal:
| I Rückpositiv C–g3 |                 |        |
| 01.                | Principal       | 08′    |
| 02.                | Rohrflöte       | 08′    |
| 03.                | Viola           | 08′    |
| 04.                | Octave          | 04′    |
| 05.                | Spitzflöte      | 04′    |
| 06.                | Octave          | 02′    |
| 07.                | Feldpfeife      | 02′    |
| 08.                | Quinte          | 01 ⁄3′ |
| 09.                | Sesquialtera II | 02 ⁄3′ |
| 10.                | Mixtur IV       | 01′    |
| 11.                | Dulcian         | 16′    |
| 12.                | Trompete        | 08′    |
| 13.                | Krummhorn       | 08′    |
|                    | Tremulant       |        |

| II Hauptwerk C–g3 |             |         |
| 14.               | Praestant   | 16′     |
| 15.               | Principal   | 08′     |
| 16.               | Flauto      | 08′     |
| 17.               | Gamba       | 08′     |
| 18.               | Quinte      | 05 1⁄3′ |
| 19.               | Octav       | 04′     |
| 20.               | Blockflöte  | 04′     |
| 21.               | Terz        | 03 1⁄5′ |
| 22.               | Quinte      | 02 ⁄3′  |
| 23.               | Octav       | 02′     |
| 24.               | Cornett V   | 08′     |
| 25.               | Mixtur V    | 01 ⁄3′  |
| 26.               | Mixtur III  | 02⁄3′   |
| 27.               | Trompete    | 16′     |
| 28.               | Trompete    | 08′     |
|                   | Cimbelstern |         |

| III Schwellwerk C–g3 |                 |         |
| 29.                  | Bordun          | 16′     |
| 30.                  | Principal       | 08′     |
| 31.                  | Copel           | 08′     |
| 32.                  | Salicional      | 08′     |
| 33.                  | Unda Maris      | 08′     |
| 34.                  | Octav           | 04′     |
| 35.                  | Holzflöte       | 04′     |
| 36.                  | Viola           | 04′     |
| 37.                  | Nasard          | 02 ⁄3′  |
| 38.                  | Waldflöte       | 02′     |
| 39.                  | Terz            | 01 3⁄5′ |
| 40.                  | None            | 08⁄9′   |
| 41.                  | Mixtur VI       | 02′     |
| 42.                  | Fagott          | 16′     |
| 43.                  | Trompette harm. | 08′     |
| 44.                  | Oboe            | 08′     |
| 45.                  | Clairon         | 04′     |
|                      | Tremulant       |         |

| IV Brustwerk C–g3 |                  |       |
| 46.               | Gedackt          | 08′   |
| 47.               | Quintade         | 08′   |
| 48.               | Rohrflöte        | 04′   |
| 49.               | Principal        | 02′   |
| 50.               | Octave           | 01′   |
| 51.               | Scharff II–III 0 | 01⁄2′ |
| 52.               | Rankett          | 16′   |
| 53.               | Vox humana       | 08′   |

| Pedal C–f1 |              |         |
|            | Großpedal 0  |         |
| 54.        | Principal    | 32′     |
| 55.        | Principal    | 16′     |
| 56.        | Octave       | 08′     |
| 57.        | Octave       | 04′     |
| 58.        | Mixtur VI    | 02 ⁄3′  |
| 59.        | Bombarde     | 32′     |
| 60.        | Posaune      | 16′     |
| 61.        | Trompete     | 08′     |
|            | Kleinpedal   |         |
| 62.        | Subbass      | 16′     |
| 63.        | Spielflöte   | 08′     |
| 64.        | Nachthorn    | 04′     |
| 65.        | Holzpfeiferl | 02′     |
| 66.        | Basszink IV  | 03 1⁄5′ |
| 67.        | Dulcian      | 16′     |
| 68.        | Schalmey     | 04′     |
|            | Tremulant    |         |

- Koppeln:
  - Normalkoppeln (mechanisch): I/II, III/II, IV/I, I/P, II/P, III/P, IV/P
  - Normalkoppeln (elektrisch): III/I, III/II, IV/II, IV/III
  - Suboktavkoppeln: III/I, III/II, III/III
  - Superoktavkoppeln: I/P, IV/P

## Glocken
Der Eichstätter Dom verfügt über einen Bestand aus 18 Glocken und zählt damit zu den glockenreichsten Gotteshäusern Deutschlands. Die Glocken – auf Nord- und Südturm verteilt – werden nicht zusammen, sondern in vier voneinander getrennten Gruppen geläutet.

### Hauptgeläut im Nordturm
Die „Frauenglocke“ (Anfang 14. Jahrhundert) ist die älteste Glocke des Nordturmes. Sie wird zum Angelus geläutet; ihre Inschrift zitiert aus dem Engel des Herrn. Im Jahre 1540 goss der Nürnberger Meister Hans Glockengießer die „Christusglocke“ oder „Unseres-Herren-Glocke“, genannt „Hallerin“. Mit ihrem sonoren und kräftigen Klang zeugt sie von der hohen Glockengießerkunst der einst vielbeschäftigten Nürnberger Gießschule. Beide Glocken waren einst Bestandteil des Stiftsgeläutes.
Im Zuge der Geläuteerweiterungen in den Jahren 1966, 1975 und 1976 wurde neben mehreren kleineren eine neue, über fünf Tonnen schwere große Glocke angeschafft, die in ihrer Klangfülle der alten „Hallerin“ angeglichen ist. An die Stelle der „Aveglocke“ trat im Jahre 2002 die sogenannte „Bistumsglocke“ auf gleicher Tonhöhe.
| Nr. | Name, Widmung                    | Schlagton (a′ = 435 Hz) | Masse ≈ | Durchmesser | Gussjahr       | Gießer                                        |
| --- | -------------------------------- | ----------------------- | ------- | ----------- | -------------- | --------------------------------------------- |
| 1   | Dreifaltigkeit                   | A°+1⁄16                 | 5300 kg | 1930 mm     | 1976           | Stumpf, Glockengießerei Heidelberg            |
| 2   | Christus, gen. „Hallerin“        | c′+1⁄16                 | 3800 kg | 1775 mm     | 1540           | Hans Glockengießer (Nürnberger Gießschule)    |
| 3   | Johannes der Täufer              | d′+1⁄16                 | 2321 kg | 1500 mm     | 1975           | Stumpf, Glockengießerei Heidelberg            |
| 4   | Frauenglocke                     | e′+6⁄16                 | 1750 kg | 1370 mm     | Anfang 14. Jh. | Nürnberger Gießschule (evtl. Hermann Kessler) |
| 5   | Josef                            | g′+1⁄16                 | 947 kg  | 1100 mm     | 1975           | Stumpf, Glockengießerei Heidelberg            |
| 6   | Magnificat, gen. „Bistumsglocke“ | a′+2⁄16                 | 771 kg  | 1010 mm     | 2002           | Glockengießerei Rudolf Perner, Passau         |
| 7   | Cäcilia                          | h′+1⁄16                 | 692 kg  | 963 mm      | 1967           | Friedrich Wilhelm Schilling, Heidelberg       |
| 8   | Bonifatius                       | c″+1⁄16                 | 554 kg  | 910 mm      | 1975           | Stumpf, Glockengießerei Heidelberg            |
| 9   | Gundekar                         | d″+1⁄16                 | 385 kg  | 800 mm      | 1975           | Stumpf, Glockengießerei Heidelberg            |
| 10  | Franz Xaver                      | e″+1⁄16                 | 276 kg  | 710 mm      | 1975           | Stumpf, Glockengießerei Heidelberg            |

### Nebengeläut im Nordturm
Die Chorglocke und die Marienglocke wurden 2002 um die Aveglocke, an deren statt die „Bistumsglocke“ angeschafft wurde, und 2005 um die Benediktsglocke ergänzt und in einen separaten Holzglockenstuhl gehängt. Dieses Vierergeläut wird ausschließlich vor Tauffeiern geläutet.
| Name, Widmung | Schlagton (a′ = 435 Hz) | Masse ≈ | Durchmesser | Gussjahr       | Gießer                                     |
| ------------- | ----------------------- | ------- | ----------- | -------------- | ------------------------------------------ |
| Aveglocke     | a′+3⁄16                 | 750 kg  | 1030 mm     | um 1500        | Nürnberger Gießschule (Fam. Glockengießer) |
| Chorglocke    | c″+3⁄16                 | 500 kg  | 880 mm      | Anfang 16. Jh. | Nürnberger Gießschule (Fam. Glockengießer) |
| Maria         | d″±0                    | 230 kg  | 700 mm      | 1671           | Caspar Haslauer, Ingolstadt                |
| Benedikt      | f″+9⁄16                 | 105 kg  | 560 mm      | 2005           | Rudolf Perner, Passau                      |

### Sterbeglocke im Nordturm
Die Sterbeglocke, genannt „Klag“, wird ausschließlich geläutet, wenn ein Angehöriger der Dompfarrei verstorben ist. Sie wurde zu Beginn des 14. Jahrhunderts vermutlich von Hermann Kessler gegossen (a″ +1/16, ca. 120 kg, 560 mm).

### Pfarrgeläut im Südturm
Die drei Glocken im Südturm waren eigens bestimmt für das Läuten zu den Gottesdiensten der Dompfarrei. Das Geläut ist weit über die Grenzen des Bistums hinaus wegen seiner Klangschönheit bekannt; die beiden Glocken von 1256 weisen ein sehr charakteristisches Klangbild auf, das aus ihrer besonderen Glockenform (sogenannte Rippe) herrührt. Im Geläut zum Requiem von Pfarrangehörigen spiegelt sich noch die ursprüngliche Verwendung der Glocken wider. Zwei Glocken werden zu Wochentags-Vespern, je eine Glocke zu Rosenkranzandachten sowie jeden Freitag um 11 Uhr zum Leiden Christi geläutet.
| Name, Widmung | Schlagton (a′ = 435 Hz) | Masse ≈ | Durchmesser | Gussjahr | Gießer                             |
| ------------- | ----------------------- | ------- | ----------- | -------- | ---------------------------------- |
| Willibald     | f′+2⁄16                 | 1300 kg | 1255 mm     | 1256     | Magister Cunrad Citewar de Wircebu |
| Maria         | g′ +8⁄16                | 900 kg  | 1120 mm     | 1299     | Magister S(ifridus), Nürnberg      |
| Maria         | as′ +6⁄16               | 550 kg  | 961 mm      | 1256     | Magister Cunrad Citewar de Wircebu |